# Lista de asteroides (105001-106000)
Esta é uma lista parcial de asteroides, do asteroide número 105001 até o 106000, inclusive. Veja também o índice com todas as listas disponíveis.

| Objeto Próximos à Terra | Cinturão de asteroides (interno) | Cinturão de asteroides (externo) | Centauro       |
| Cruzador de Marte       | Cinturão de asteroides (meio)    | Troianos de Júpiter              | Transnetuniano |

Veja mais dados de cada asteroide na ligação externa para o Minor Planet Center na última coluna.
Índice: 105001... 105101... 105201... 105301... 105401... 105501... 105601... 105701... 105801... 105901... 

## 105001–105100
| Designação | Designação | Descoberta  | Descoberta        | Descobridor(es) | Categoria | Mais informações / Referência |
| Permanente | Provisória | Data        | Local             | Descobridor(es) | Categoria | Mais informações / Referência |
| ---------- | ---------- | ----------- | ----------------- | --------------- | --------- | ----------------------------- |
| 105001     | 2000 KH5   | 28 mai 2000 | Socorro           | LINEAR          | Juno      | MPC                           |
| 105002     | 2000 KN5   | 28 mai 2000 | Socorro           | LINEAR          | —         | MPC                           |
| 105003     | 2000 KX5   | 27 mai 2000 | Socorro           | LINEAR          | —         | MPC                           |
| 105004     | 2000 KZ5   | 27 mai 2000 | Socorro           | LINEAR          | —         | MPC                           |
| 105005     | 2000 KR6   | 27 mai 2000 | Socorro           | LINEAR          | —         | MPC                           |
| 105006     | 2000 KP10  | 28 mai 2000 | Socorro           | LINEAR          | —         | MPC                           |
| 105007     | 2000 KR10  | 28 mai 2000 | Socorro           | LINEAR          | —         | MPC                           |
| 105008     | 2000 KZ10  | 28 mai 2000 | Socorro           | LINEAR          | —         | MPC                           |
| 105009     | 2000 KA12  | 28 mai 2000 | Socorro           | LINEAR          | —         | MPC                           |
| 105010     | 2000 KN12  | 28 mai 2000 | Socorro           | LINEAR          | —         | MPC                           |
| 105011     | 2000 KW12  | 28 mai 2000 | Socorro           | LINEAR          | —         | MPC                           |
| 105012     | 2000 KG13  | 28 mai 2000 | Socorro           | LINEAR          | —         | MPC                           |
| 105013     | 2000 KH13  | 28 mai 2000 | Socorro           | LINEAR          | —         | MPC                           |
| 105014     | 2000 KK13  | 28 mai 2000 | Socorro           | LINEAR          | —         | MPC                           |
| 105015     | 2000 KL13  | 28 mai 2000 | Socorro           | LINEAR          | —         | MPC                           |
| 105016     | 2000 KM13  | 28 mai 2000 | Socorro           | LINEAR          | Brangane  | MPC                           |
| 105017     | 2000 KT13  | 28 mai 2000 | Socorro           | LINEAR          | —         | MPC                           |
| 105018     | 2000 KU15  | 28 mai 2000 | Socorro           | LINEAR          | —         | MPC                           |
| 105019     | 2000 KK16  | 28 mai 2000 | Socorro           | LINEAR          | Phocaea   | MPC                           |
| 105020     | 2000 KD17  | 28 mai 2000 | Socorro           | LINEAR          | —         | MPC                           |
| 105021     | 2000 KR21  | 28 mai 2000 | Socorro           | LINEAR          | —         | MPC                           |
| 105022     | 2000 KQ29  | 28 mai 2000 | Socorro           | LINEAR          | —         | MPC                           |
| 105023     | 2000 KD30  | 28 mai 2000 | Socorro           | LINEAR          | —         | MPC                           |
| 105024     | 2000 KH30  | 28 mai 2000 | Socorro           | LINEAR          | —         | MPC                           |
| 105025     | 2000 KS30  | 28 mai 2000 | Socorro           | LINEAR          | —         | MPC                           |
| 105026     | 2000 KX30  | 28 mai 2000 | Socorro           | LINEAR          | —         | MPC                           |
| 105027     | 2000 KT31  | 28 mai 2000 | Socorro           | LINEAR          | —         | MPC                           |
| 105028     | 2000 KM32  | 28 mai 2000 | Socorro           | LINEAR          | —         | MPC                           |
| 105029     | 2000 KG33  | 28 mai 2000 | Socorro           | LINEAR          | —         | MPC                           |
| 105030     | 2000 KB35  | 27 mai 2000 | Socorro           | LINEAR          | —         | MPC                           |
| 105031     | 2000 KE35  | 27 mai 2000 | Socorro           | LINEAR          | —         | MPC                           |
| 105032     | 2000 KJ36  | 27 mai 2000 | Socorro           | LINEAR          | —         | MPC                           |
| 105033     | 2000 KU36  | 28 mai 2000 | Socorro           | LINEAR          | —         | MPC                           |
| 105034     | 2000 KF37  | 24 mai 2000 | Kitt Peak         | Spacewatch      | —         | MPC                           |
| 105035     | 2000 KD38  | 24 mai 2000 | Kitt Peak         | Spacewatch      | —         | MPC                           |
| 105036     | 2000 KM39  | 24 mai 2000 | Kitt Peak         | Spacewatch      | —         | MPC                           |
| 105037     | 2000 KS39  | 24 mai 2000 | Kitt Peak         | Spacewatch      | —         | MPC                           |
| 105038     | 2000 KG40  | 26 mai 2000 | Kitt Peak         | Spacewatch      | —         | MPC                           |
| 105039     | 2000 KN40  | 30 mai 2000 | Kitt Peak         | Spacewatch      | Brangane  | MPC                           |
| 105040     | 2000 KA41  | 27 mai 2000 | Socorro           | LINEAR          | —         | MPC                           |
| 105041     | 2000 KO41  | 27 mai 2000 | Socorro           | LINEAR          | —         | MPC                           |
| 105042     | 2000 KB42  | 27 mai 2000 | Socorro           | LINEAR          | —         | MPC                           |
| 105043     | 2000 KH42  | 28 mai 2000 | Socorro           | LINEAR          | —         | MPC                           |
| 105044     | 2000 KM42  | 28 mai 2000 | Socorro           | LINEAR          | —         | MPC                           |
| 105045     | 2000 KH48  | 27 mai 2000 | Socorro           | LINEAR          | —         | MPC                           |
| 105046     | 2000 KP48  | 27 mai 2000 | Socorro           | LINEAR          | —         | MPC                           |
| 105047     | 2000 KG52  | 23 mai 2000 | Anderson Mesa     | LONEOS          | —         | MPC                           |
| 105048     | 2000 KN52  | 24 mai 2000 | Anderson Mesa     | LONEOS          | —         | MPC                           |
| 105049     | 2000 KB53  | 31 mai 2000 | Kitt Peak         | Spacewatch      | —         | MPC                           |
| 105050     | 2000 KV53  | 27 mai 2000 | Anderson Mesa     | LONEOS          | —         | MPC                           |
| 105051     | 2000 KW53  | 27 mai 2000 | Anderson Mesa     | LONEOS          | —         | MPC                           |
| 105052     | 2000 KD54  | 27 mai 2000 | Anderson Mesa     | LONEOS          | Phocaea   | MPC                           |
| 105053     | 2000 KF54  | 27 mai 2000 | Anderson Mesa     | LONEOS          | —         | MPC                           |
| 105054     | 2000 KV55  | 27 mai 2000 | Socorro           | LINEAR          | —         | MPC                           |
| 105055     | 2000 KR57  | 24 mai 2000 | Anderson Mesa     | LONEOS          | —         | MPC                           |
| 105056     | 2000 KR58  | 24 mai 2000 | Anderson Mesa     | LONEOS          | —         | MPC                           |
| 105057     | 2000 KX60  | 25 mai 2000 | Anderson Mesa     | LONEOS          | —         | MPC                           |
| 105058     | 2000 KH61  | 25 mai 2000 | Anderson Mesa     | LONEOS          | —         | MPC                           |
| 105059     | 2000 KN61  | 25 mai 2000 | Anderson Mesa     | LONEOS          | —         | MPC                           |
| 105060     | 2000 KT61  | 25 mai 2000 | Anderson Mesa     | LONEOS          | —         | MPC                           |
| 105061     | 2000 KB62  | 26 mai 2000 | Anderson Mesa     | LONEOS          | —         | MPC                           |
| 105062     | 2000 KE62  | 26 mai 2000 | Anderson Mesa     | LONEOS          | —         | MPC                           |
| 105063     | 2000 KZ62  | 26 mai 2000 | Anderson Mesa     | LONEOS          | —         | MPC                           |
| 105064     | 2000 KH63  | 26 mai 2000 | Anderson Mesa     | LONEOS          | —         | MPC                           |
| 105065     | 2000 KO63  | 26 mai 2000 | Anderson Mesa     | LONEOS          | —         | MPC                           |
| 105066     | 2000 KW63  | 26 mai 2000 | Anderson Mesa     | LONEOS          | —         | MPC                           |
| 105067     | 2000 KA66  | 27 mai 2000 | Anderson Mesa     | LONEOS          | —         | MPC                           |
| 105068     | 2000 KD66  | 27 mai 2000 | Anderson Mesa     | LONEOS          | —         | MPC                           |
| 105069     | 2000 KQ66  | 28 mai 2000 | Anderson Mesa     | LONEOS          | Eos       | MPC                           |
| 105070     | 2000 KV66  | 23 mai 2000 | Anderson Mesa     | LONEOS          | —         | MPC                           |
| 105071     | 2000 KX66  | 30 mai 2000 | Anderson Mesa     | LONEOS          | —         | MPC                           |
| 105072     | 2000 KY66  | 31 mai 2000 | Anderson Mesa     | LONEOS          | —         | MPC                           |
| 105073     | 2000 KY67  | 30 mai 2000 | Kitt Peak         | Spacewatch      | —         | MPC                           |
| 105074     | 2000 KB68  | 30 mai 2000 | Socorro           | LINEAR          | —         | MPC                           |
| 105075     | 2000 KS69  | 29 mai 2000 | Kitt Peak         | Spacewatch      | —         | MPC                           |
| 105076     | 2000 KF70  | 28 mai 2000 | Socorro           | LINEAR          | —         | MPC                           |
| 105077     | 2000 KT70  | 28 mai 2000 | Kitt Peak         | Spacewatch      | —         | MPC                           |
| 105078     | 2000 KD71  | 28 mai 2000 | Socorro           | LINEAR          | —         | MPC                           |
| 105079     | 2000 KV73  | 27 mai 2000 | Socorro           | LINEAR          | —         | MPC                           |
| 105080     | 2000 KB74  | 27 mai 2000 | Socorro           | LINEAR          | —         | MPC                           |
| 105081     | 2000 KF74  | 27 mai 2000 | Socorro           | LINEAR          | —         | MPC                           |
| 105082     | 2000 KC75  | 27 mai 2000 | Socorro           | LINEAR          | —         | MPC                           |
| 105083     | 2000 KF75  | 27 mai 2000 | Socorro           | LINEAR          | —         | MPC                           |
| 105084     | 2000 KC76  | 27 mai 2000 | Anderson Mesa     | LONEOS          | Themis    | MPC                           |
| 105085     | 2000 KH78  | 27 mai 2000 | Socorro           | LINEAR          | —         | MPC                           |
| 105086     | 2000 KR78  | 27 mai 2000 | Socorro           | LINEAR          | —         | MPC                           |
| 105087     | 2000 KB79  | 27 mai 2000 | Socorro           | LINEAR          | —         | MPC                           |
| 105088     | 2000 KO81  | 25 mai 2000 | Anderson Mesa     | LONEOS          | —         | MPC                           |
| 105089     | 2000 KY81  | 24 mai 2000 | Anderson Mesa     | LONEOS          | —         | MPC                           |
| 105090     | 2000 KW82  | 26 mai 2000 | Anderson Mesa     | LONEOS          | —         | MPC                           |
| 105091     | 2000 LO    | 2 jun 2000  | Reedy Creek       | J. Broughton    | Ursula    | MPC                           |
| 105092     | 2000 LC1   | 1 jun 2000  | Črni Vrh          | Črni Vrh        | —         | MPC                           |
| 105093     | 2000 LE1   | 1 jun 2000  | Črni Vrh          | Črni Vrh        | —         | MPC                           |
| 105094     | 2000 LK1   | 1 jun 2000  | Bergisch Gladbach | W. Bickel       | Brangane  | MPC                           |
| 105095     | 2000 LQ1   | 1 jun 2000  | Bergisch Gladbach | W. Bickel       | —         | MPC                           |
| 105096     | 2000 LY2   | 4 jun 2000  | Socorro           | LINEAR          | —         | MPC                           |
| 105097     | 2000 LL3   | 4 jun 2000  | Socorro           | LINEAR          | —         | MPC                           |
| 105098     | 2000 LA6   | 4 jun 2000  | Kitt Peak         | Spacewatch      | —         | MPC                           |
| 105099     | 2000 LC7   | 5 jun 2000  | Kitt Peak         | Spacewatch      | —         | MPC                           |
| 105100     | 2000 LD9   | 5 jun 2000  | Socorro           | LINEAR          | —         | MPC                           |

## 105101–105200
| Designação | Designação | Descoberta  | Descoberta      | Descobridor(es) | Categoria | Mais informações / Referência |
| Permanente | Provisória | Data        | Local           | Descobridor(es) | Categoria | Mais informações / Referência |
| ---------- | ---------- | ----------- | --------------- | --------------- | --------- | ----------------------------- |
| 105101     | 2000 LL9   | 5 jun 2000  | Socorro         | LINEAR          | —         | MPC                           |
| 105102     | 2000 LA11  | 4 jun 2000  | Socorro         | LINEAR          | —         | MPC                           |
| 105103     | 2000 LD11  | 4 jun 2000  | Socorro         | LINEAR          | —         | MPC                           |
| 105104     | 2000 LJ11  | 4 jun 2000  | Socorro         | LINEAR          | —         | MPC                           |
| 105105     | 2000 LH14  | 6 jun 2000  | Socorro         | LINEAR          | —         | MPC                           |
| 105106     | 2000 LS14  | 7 jun 2000  | Socorro         | LINEAR          | —         | MPC                           |
| 105107     | 2000 LY14  | 2 jun 2000  | Siding Spring   | R. H. McNaught  | —         | MPC                           |
| 105108     | 2000 LS15  | 7 jun 2000  | Kitt Peak       | Spacewatch      | —         | MPC                           |
| 105109     | 2000 LX15  | 1 jun 2000  | Anderson Mesa   | LONEOS          | Juno      | MPC                           |
| 105110     | 2000 LT16  | 4 jun 2000  | Socorro         | LINEAR          | —         | MPC                           |
| 105111     | 2000 LP19  | 8 jun 2000  | Socorro         | LINEAR          | —         | MPC                           |
| 105112     | 2000 LS19  | 8 jun 2000  | Socorro         | LINEAR          | —         | MPC                           |
| 105113     | 2000 LX20  | 8 jun 2000  | Socorro         | LINEAR          | —         | MPC                           |
| 105114     | 2000 LS21  | 8 jun 2000  | Socorro         | LINEAR          | —         | MPC                           |
| 105115     | 2000 LA22  | 8 jun 2000  | Socorro         | LINEAR          | Eunomia   | MPC                           |
| 105116     | 2000 LN22  | 6 jun 2000  | Kitt Peak       | Spacewatch      | —         | MPC                           |
| 105117     | 2000 LA24  | 1 jun 2000  | Socorro         | LINEAR          | —         | MPC                           |
| 105118     | 2000 LH24  | 1 jun 2000  | Socorro         | LINEAR          | —         | MPC                           |
| 105119     | 2000 LH26  | 1 jun 2000  | Socorro         | LINEAR          | —         | MPC                           |
| 105120     | 2000 LJ26  | 1 jun 2000  | Socorro         | LINEAR          | —         | MPC                           |
| 105121     | 2000 LS31  | 5 jun 2000  | Anderson Mesa   | LONEOS          | —         | MPC                           |
| 105122     | 2000 LV31  | 5 jun 2000  | Anderson Mesa   | LONEOS          | Juno      | MPC                           |
| 105123     | 2000 LZ34  | 1 jun 2000  | Kitt Peak       | Spacewatch      | —         | MPC                           |
| 105124     | 2000 LC35  | 1 jun 2000  | Haleakalā       | NEAT            | —         | MPC                           |
| 105125     | 2000 LO36  | 1 jun 2000  | Haleakala       | NEAT            | Phocaea   | MPC                           |
| 105126     | 2000 ME1   | 24 jun 2000 | Socorro         | LINEAR          | —         | MPC                           |
| 105127     | 2000 MH1   | 25 jun 2000 | Socorro         | LINEAR          | —         | MPC                           |
| 105128     | 2000 MW1   | 27 jun 2000 | Reedy Creek     | J. Broughton    | Phocaea   | MPC                           |
| 105129     | 2000 MH2   | 29 jun 2000 | Reedy Creek     | J. Broughton    | —         | MPC                           |
| 105130     | 2000 MJ2   | 24 jun 2000 | Haleakalā       | NEAT            | —         | MPC                           |
| 105131     | 2000 MD3   | 29 jun 2000 | Farpoint        | G. Hug          | —         | MPC                           |
| 105132     | 2000 MJ3   | 24 jun 2000 | Kitt Peak       | Spacewatch      | —         | MPC                           |
| 105133     | 2000 NA    | 1 jul 2000  | Kitt Peak       | Spacewatch      | —         | MPC                           |
| 105134     | 2000 NS1   | 3 jul 2000  | Kitt Peak       | Spacewatch      | —         | MPC                           |
| 105135     | 2000 NT1   | 4 jul 2000  | Kitt Peak       | Spacewatch      | —         | MPC                           |
| 105136     | 2000 NB4   | 3 jul 2000  | Kitt Peak       | Spacewatch      | —         | MPC                           |
| 105137     | 2000 NA6   | 8 jul 2000  | Bisei SG Center | BATTeRS         | —         | MPC                           |
| 105138     | 2000 NP6   | 4 jul 2000  | Kitt Peak       | Spacewatch      | —         | MPC                           |
| 105139     | 2000 NA7   | 4 jul 2000  | Kitt Peak       | Spacewatch      | —         | MPC                           |
| 105140     | 2000 NL10  | 10 jul 2000 | Socorro         | LINEAR          | —         | MPC                           |
| 105141     | 2000 NF11  | 7 jul 2000  | Socorro         | LINEAR          | —         | MPC                           |
| 105142     | 2000 NA12  | 4 jul 2000  | Anderson Mesa   | LONEOS          | —         | MPC                           |
| 105143     | 2000 NJ12  | 5 jul 2000  | Anderson Mesa   | LONEOS          | —         | MPC                           |
| 105144     | 2000 NR12  | 5 jul 2000  | Anderson Mesa   | LONEOS          | —         | MPC                           |
| 105145     | 2000 NP14  | 5 jul 2000  | Anderson Mesa   | LONEOS          | —         | MPC                           |
| 105146     | 2000 NB15  | 5 jul 2000  | Anderson Mesa   | LONEOS          | Phocaea   | MPC                           |
| 105147     | 2000 NH15  | 5 jul 2000  | Anderson Mesa   | LONEOS          | —         | MPC                           |
| 105148     | 2000 NL17  | 5 jul 2000  | Anderson Mesa   | LONEOS          | —         | MPC                           |
| 105149     | 2000 NA19  | 5 jul 2000  | Anderson Mesa   | LONEOS          | Eos       | MPC                           |
| 105150     | 2000 NB20  | 5 jul 2000  | Anderson Mesa   | LONEOS          | —         | MPC                           |
| 105151     | 2000 NQ22  | 7 jul 2000  | Anderson Mesa   | LONEOS          | —         | MPC                           |
| 105152     | 2000 NV24  | 4 jul 2000  | Anderson Mesa   | LONEOS          | —         | MPC                           |
| 105153     | 2000 NS25  | 4 jul 2000  | Anderson Mesa   | LONEOS          | —         | MPC                           |
| 105154     | 2000 NA26  | 4 jul 2000  | Anderson Mesa   | LONEOS          | —         | MPC                           |
| 105155     | 2000 NG26  | 4 jul 2000  | Anderson Mesa   | LONEOS          | —         | MPC                           |
| 105156     | 2000 NW26  | 4 jul 2000  | Anderson Mesa   | LONEOS          | —         | MPC                           |
| 105157     | 2000 NA28  | 3 jul 2000  | Socorro         | LINEAR          | —         | MPC                           |
| 105158     | 2000 OL    | 23 jul 2000 | Socorro         | LINEAR          | —         | MPC                           |
| 105159     | 2000 OQ5   | 24 jul 2000 | Socorro         | LINEAR          | —         | MPC                           |
| 105160     | 2000 OU5   | 24 jul 2000 | Socorro         | LINEAR          | —         | MPC                           |
| 105161     | 2000 OA6   | 24 jul 2000 | Socorro         | LINEAR          | —         | MPC                           |
| 105162     | 2000 OZ8   | 31 jul 2000 | Socorro         | LINEAR          | —         | MPC                           |
| 105163     | 2000 OW11  | 23 jul 2000 | Socorro         | LINEAR          | —         | MPC                           |
| 105164     | 2000 OM12  | 23 jul 2000 | Socorro         | LINEAR          | —         | MPC                           |
| 105165     | 2000 OQ12  | 23 jul 2000 | Socorro         | LINEAR          | Phocaea   | MPC                           |
| 105166     | 2000 OU12  | 23 jul 2000 | Socorro         | LINEAR          | —         | MPC                           |
| 105167     | 2000 OT13  | 23 jul 2000 | Socorro         | LINEAR          | —         | MPC                           |
| 105168     | 2000 OU14  | 23 jul 2000 | Socorro         | LINEAR          | —         | MPC                           |
| 105169     | 2000 OC15  | 23 jul 2000 | Socorro         | LINEAR          | —         | MPC                           |
| 105170     | 2000 OK15  | 23 jul 2000 | Socorro         | LINEAR          | —         | MPC                           |
| 105171     | 2000 OA19  | 23 jul 2000 | Socorro         | LINEAR          | —         | MPC                           |
| 105172     | 2000 OS20  | 31 jul 2000 | Socorro         | LINEAR          | —         | MPC                           |
| 105173     | 2000 OJ22  | 30 jul 2000 | Socorro         | LINEAR          | —         | MPC                           |
| 105174     | 2000 OK22  | 31 jul 2000 | Socorro         | LINEAR          | —         | MPC                           |
| 105175     | 2000 OO22  | 31 jul 2000 | Socorro         | LINEAR          | —         | MPC                           |
| 105176     | 2000 OW25  | 23 jul 2000 | Socorro         | LINEAR          | —         | MPC                           |
| 105177     | 2000 OA27  | 23 jul 2000 | Socorro         | LINEAR          | —         | MPC                           |
| 105178     | 2000 ON27  | 23 jul 2000 | Socorro         | LINEAR          | —         | MPC                           |
| 105179     | 2000 OP28  | 30 jul 2000 | Socorro         | LINEAR          | —         | MPC                           |
| 105180     | 2000 OK29  | 30 jul 2000 | Socorro         | LINEAR          | —         | MPC                           |
| 105181     | 2000 OS29  | 30 jul 2000 | Socorro         | LINEAR          | —         | MPC                           |
| 105182     | 2000 OF30  | 30 jul 2000 | Socorro         | LINEAR          | —         | MPC                           |
| 105183     | 2000 OO30  | 30 jul 2000 | Socorro         | LINEAR          | —         | MPC                           |
| 105184     | 2000 OZ30  | 30 jul 2000 | Socorro         | LINEAR          | —         | MPC                           |
| 105185     | 2000 OG31  | 30 jul 2000 | Socorro         | LINEAR          | —         | MPC                           |
| 105186     | 2000 OO31  | 30 jul 2000 | Socorro         | LINEAR          | —         | MPC                           |
| 105187     | 2000 OC33  | 30 jul 2000 | Socorro         | LINEAR          | —         | MPC                           |
| 105188     | 2000 OR33  | 30 jul 2000 | Socorro         | LINEAR          | —         | MPC                           |
| 105189     | 2000 OW34  | 30 jul 2000 | Socorro         | LINEAR          | —         | MPC                           |
| 105190     | 2000 OZ34  | 30 jul 2000 | Socorro         | LINEAR          | —         | MPC                           |
| 105191     | 2000 ON35  | 31 jul 2000 | Socorro         | LINEAR          | —         | MPC                           |
| 105192     | 2000 OV37  | 30 jul 2000 | Socorro         | LINEAR          | —         | MPC                           |
| 105193     | 2000 OY37  | 30 jul 2000 | Socorro         | LINEAR          | —         | MPC                           |
| 105194     | 2000 OA38  | 30 jul 2000 | Socorro         | LINEAR          | —         | MPC                           |
| 105195     | 2000 OD38  | 30 jul 2000 | Socorro         | LINEAR          | —         | MPC                           |
| 105196     | 2000 OT38  | 30 jul 2000 | Socorro         | LINEAR          | Phocaea   | MPC                           |
| 105197     | 2000 OY38  | 30 jul 2000 | Socorro         | LINEAR          | —         | MPC                           |
| 105198     | 2000 OO39  | 30 jul 2000 | Socorro         | LINEAR          | —         | MPC                           |
| 105199     | 2000 OR39  | 30 jul 2000 | Socorro         | LINEAR          | —         | MPC                           |
| 105200     | 2000 OD40  | 30 jul 2000 | Socorro         | LINEAR          | —         | MPC                           |

## 105201–105300
| Designação      | Designação | Descoberta  | Descoberta              | Descobridor(es)  | Categoria | Mais informações / Referência |
| Permanente      | Provisória | Data        | Local                   | Descobridor(es)  | Categoria | Mais informações / Referência |
| --------------- | ---------- | ----------- | ----------------------- | ---------------- | --------- | ----------------------------- |
| 105201          | 2000 OG40  | 30 jul 2000 | Socorro                 | LINEAR           | —         | MPC                           |
| 105202          | 2000 OJ40  | 30 jul 2000 | Socorro                 | LINEAR           | —         | MPC                           |
| 105203          | 2000 OV41  | 30 jul 2000 | Socorro                 | LINEAR           | —         | MPC                           |
| 105204          | 2000 OF42  | 30 jul 2000 | Socorro                 | LINEAR           | —         | MPC                           |
| 105205          | 2000 OV43  | 30 jul 2000 | Socorro                 | LINEAR           | —         | MPC                           |
| 105206          | 2000 OB44  | 30 jul 2000 | Socorro                 | LINEAR           | —         | MPC                           |
| 105207          | 2000 OL46  | 31 jul 2000 | Socorro                 | LINEAR           | —         | MPC                           |
| 105208          | 2000 OH48  | 31 jul 2000 | Socorro                 | LINEAR           | —         | MPC                           |
| 105209          | 2000 OU48  | 31 jul 2000 | Socorro                 | LINEAR           | —         | MPC                           |
| 105210          | 2000 OK52  | 30 jul 2000 | Socorro                 | LINEAR           | —         | MPC                           |
| 105211 Sanden   | 2000 OM52  | 29 jul 2000 | Siding Spring           | R. H. McNaught   | —         | MPC                           |
| 105212          | 2000 OP52  | 31 jul 2000 | Socorro                 | LINEAR           | —         | MPC                           |
| 105213          | 2000 OV52  | 31 jul 2000 | Socorro                 | LINEAR           | —         | MPC                           |
| 105214          | 2000 OL56  | 29 jul 2000 | Anderson Mesa           | LONEOS           | —         | MPC                           |
| 105215          | 2000 OR56  | 29 jul 2000 | Anderson Mesa           | LONEOS           | —         | MPC                           |
| 105216          | 2000 OS56  | 29 jul 2000 | Anderson Mesa           | LONEOS           | —         | MPC                           |
| 105217          | 2000 OX56  | 29 jul 2000 | Anderson Mesa           | LONEOS           | Juno      | MPC                           |
| 105218          | 2000 OJ57  | 29 jul 2000 | Anderson Mesa           | LONEOS           | —         | MPC                           |
| 105219          | 2000 ON57  | 29 jul 2000 | Anderson Mesa           | LONEOS           | —         | MPC                           |
| 105220          | 2000 OV58  | 29 jul 2000 | Anderson Mesa           | LONEOS           | —         | MPC                           |
| 105221          | 2000 OU60  | 29 jul 2000 | Anderson Mesa           | LONEOS           | —         | MPC                           |
| 105222 Oscarsaa | 2000 OS69  | 31 jul 2000 | Cerro Tololo            | M. W. Buie       | —         | MPC                           |
| 105223          | 2000 PJ    | 1 ago 2000  | Bergisch Gladbach       | W. Bickel        | —         | MPC                           |
| 105224          | 2000 PB1   | 1 ago 2000  | Socorro                 | LINEAR           | —         | MPC                           |
| 105225          | 2000 PF1   | 1 ago 2000  | Socorro                 | LINEAR           | —         | MPC                           |
| 105226          | 2000 PS2   | 2 ago 2000  | Socorro                 | LINEAR           | —         | MPC                           |
| 105227          | 2000 PO5   | 5 ago 2000  | Prescott                | P. G. Comba      | —         | MPC                           |
| 105228          | 2000 PW5   | 4 ago 2000  | Bergisch Gladbach       | W. Bickel        | —         | MPC                           |
| 105229          | 2000 PY7   | 3 ago 2000  | Socorro                 | LINEAR           | —         | MPC                           |
| 105230          | 2000 PC10  | 1 ago 2000  | Socorro                 | LINEAR           | —         | MPC                           |
| 105231          | 2000 PJ10  | 1 ago 2000  | Socorro                 | LINEAR           | —         | MPC                           |
| 105232          | 2000 PL11  | 1 ago 2000  | Socorro                 | LINEAR           | —         | MPC                           |
| 105233          | 2000 PL12  | 2 ago 2000  | Socorro                 | LINEAR           | —         | MPC                           |
| 105234          | 2000 PB13  | 10 ago 2000 | Socorro                 | LINEAR           | —         | MPC                           |
| 105235          | 2000 PP13  | 1 ago 2000  | Socorro                 | LINEAR           | —         | MPC                           |
| 105236          | 2000 PE20  | 1 ago 2000  | Socorro                 | LINEAR           | —         | MPC                           |
| 105237          | 2000 PF20  | 1 ago 2000  | Socorro                 | LINEAR           | —         | MPC                           |
| 105238          | 2000 PC21  | 1 ago 2000  | Socorro                 | LINEAR           | —         | MPC                           |
| 105239          | 2000 PD21  | 1 ago 2000  | Socorro                 | LINEAR           | —         | MPC                           |
| 105240          | 2000 PA22  | 1 ago 2000  | Socorro                 | LINEAR           | —         | MPC                           |
| 105241          | 2000 PT24  | 3 ago 2000  | Socorro                 | LINEAR           | Eos       | MPC                           |
| 105242          | 2000 PY24  | 3 ago 2000  | Socorro                 | LINEAR           | —         | MPC                           |
| 105243          | 2000 PB26  | 4 ago 2000  | Haleakalā               | NEAT             | —         | MPC                           |
| 105244          | 2000 PC26  | 5 ago 2000  | Haleakala               | NEAT             | —         | MPC                           |
| 105245          | 2000 PO27  | 3 ago 2000  | Kitt Peak               | Spacewatch       | Phocaea   | MPC                           |
| 105246          | 2000 QH2   | 24 ago 2000 | Socorro                 | LINEAR           | —         | MPC                           |
| 105247          | 2000 QH3   | 24 ago 2000 | Socorro                 | LINEAR           | —         | MPC                           |
| 105248          | 2000 QM3   | 24 ago 2000 | Socorro                 | LINEAR           | —         | MPC                           |
| 105249          | 2000 QB4   | 24 ago 2000 | Socorro                 | LINEAR           | —         | MPC                           |
| 105250          | 2000 QJ6   | 24 ago 2000 | Starkenburg Observatory | Starkenburg Obs. | —         | MPC                           |
| 105251          | 2000 QP6   | 24 ago 2000 | Gnosca                  | S. Sposetti      | —         | MPC                           |
| 105252          | 2000 QD7   | 24 ago 2000 | Socorro                 | LINEAR           | —         | MPC                           |
| 105253          | 2000 QF10  | 24 ago 2000 | Socorro                 | LINEAR           | —         | MPC                           |
| 105254          | 2000 QQ10  | 24 ago 2000 | Socorro                 | LINEAR           | —         | MPC                           |
| 105255          | 2000 QR10  | 24 ago 2000 | Socorro                 | LINEAR           | —         | MPC                           |
| 105256          | 2000 QQ11  | 24 ago 2000 | Socorro                 | LINEAR           | —         | MPC                           |
| 105257          | 2000 QD13  | 24 ago 2000 | Socorro                 | LINEAR           | —         | MPC                           |
| 105258          | 2000 QM13  | 24 ago 2000 | Socorro                 | LINEAR           | Mitidika  | MPC                           |
| 105259          | 2000 QU13  | 24 ago 2000 | Socorro                 | LINEAR           | —         | MPC                           |
| 105260          | 2000 QC14  | 24 ago 2000 | Socorro                 | LINEAR           | —         | MPC                           |
| 105261          | 2000 QS14  | 24 ago 2000 | Socorro                 | LINEAR           | —         | MPC                           |
| 105262          | 2000 QH15  | 24 ago 2000 | Socorro                 | LINEAR           | —         | MPC                           |
| 105263          | 2000 QG17  | 24 ago 2000 | Socorro                 | LINEAR           | —         | MPC                           |
| 105264          | 2000 QE18  | 24 ago 2000 | Socorro                 | LINEAR           | —         | MPC                           |
| 105265          | 2000 QQ18  | 24 ago 2000 | Socorro                 | LINEAR           | —         | MPC                           |
| 105266          | 2000 QC21  | 24 ago 2000 | Socorro                 | LINEAR           | —         | MPC                           |
| 105267          | 2000 QB22  | 24 ago 2000 | Socorro                 | LINEAR           | —         | MPC                           |
| 105268          | 2000 QK22  | 25 ago 2000 | Socorro                 | LINEAR           | —         | MPC                           |
| 105269          | 2000 QV23  | 25 ago 2000 | Socorro                 | LINEAR           | —         | MPC                           |
| 105270          | 2000 QF24  | 25 ago 2000 | Socorro                 | LINEAR           | —         | MPC                           |
| 105271          | 2000 QN24  | 25 ago 2000 | Socorro                 | LINEAR           | —         | MPC                           |
| 105272          | 2000 QD25  | 26 ago 2000 | Emerald Lane            | L. Ball          | —         | MPC                           |
| 105273          | 2000 QW25  | 26 ago 2000 | Socorro                 | LINEAR           | —         | MPC                           |
| 105274          | 2000 QL27  | 24 ago 2000 | Socorro                 | LINEAR           | —         | MPC                           |
| 105275          | 2000 QA28  | 24 ago 2000 | Socorro                 | LINEAR           | —         | MPC                           |
| 105276          | 2000 QO30  | 25 ago 2000 | Socorro                 | LINEAR           | —         | MPC                           |
| 105277          | 2000 QE33  | 26 ago 2000 | Socorro                 | LINEAR           | —         | MPC                           |
| 105278          | 2000 QK33  | 26 ago 2000 | Socorro                 | LINEAR           | —         | MPC                           |
| 105279          | 2000 QQ33  | 26 ago 2000 | Socorro                 | LINEAR           | Juno      | MPC                           |
| 105280          | 2000 QD35  | 28 ago 2000 | Ondřejov                | P. Kušnirák      | —         | MPC                           |
| 105281          | 2000 QH36  | 24 ago 2000 | Socorro                 | LINEAR           | —         | MPC                           |
| 105282          | 2000 QK36  | 24 ago 2000 | Socorro                 | LINEAR           | Phocaea   | MPC                           |
| 105283          | 2000 QQ38  | 24 ago 2000 | Socorro                 | LINEAR           | —         | MPC                           |
| 105284          | 2000 QJ40  | 24 ago 2000 | Socorro                 | LINEAR           | —         | MPC                           |
| 105285          | 2000 QD42  | 24 ago 2000 | Socorro                 | LINEAR           | —         | MPC                           |
| 105286          | 2000 QG42  | 24 ago 2000 | Socorro                 | LINEAR           | —         | MPC                           |
| 105287          | 2000 QF44  | 24 ago 2000 | Socorro                 | LINEAR           | —         | MPC                           |
| 105288          | 2000 QL44  | 24 ago 2000 | Socorro                 | LINEAR           | —         | MPC                           |
| 105289          | 2000 QH46  | 24 ago 2000 | Socorro                 | LINEAR           | —         | MPC                           |
| 105290          | 2000 QX47  | 24 ago 2000 | Socorro                 | LINEAR           | —         | MPC                           |
| 105291          | 2000 QY47  | 24 ago 2000 | Socorro                 | LINEAR           | —         | MPC                           |
| 105292          | 2000 QP49  | 24 ago 2000 | Socorro                 | LINEAR           | —         | MPC                           |
| 105293          | 2000 QY49  | 24 ago 2000 | Socorro                 | LINEAR           | —         | MPC                           |
| 105294          | 2000 QG50  | 24 ago 2000 | Socorro                 | LINEAR           | —         | MPC                           |
| 105295          | 2000 QN50  | 24 ago 2000 | Socorro                 | LINEAR           | Mitidika  | MPC                           |
| 105296          | 2000 QM51  | 24 ago 2000 | Socorro                 | LINEAR           | —         | MPC                           |
| 105297          | 2000 QA53  | 24 ago 2000 | Socorro                 | LINEAR           | —         | MPC                           |
| 105298          | 2000 QZ53  | 25 ago 2000 | Socorro                 | LINEAR           | —         | MPC                           |
| 105299          | 2000 QU54  | 25 ago 2000 | Socorro                 | LINEAR           | —         | MPC                           |
| 105300          | 2000 QL55  | 25 ago 2000 | Socorro                 | LINEAR           | —         | MPC                           |

## 105301–105400
| Designação | Designação | Descoberta  | Descoberta | Descobridor(es)          | Categoria | Mais informações / Referência |
| Permanente | Provisória | Data        | Local      | Descobridor(es)          | Categoria | Mais informações / Referência |
| ---------- | ---------- | ----------- | ---------- | ------------------------ | --------- | ----------------------------- |
| 105301     | 2000 QS55  | 25 ago 2000 | Socorro    | LINEAR                   | —         | MPC                           |
| 105302     | 2000 QF57  | 26 ago 2000 | Socorro    | LINEAR                   | —         | MPC                           |
| 105303     | 2000 QV57  | 26 ago 2000 | Socorro    | LINEAR                   | Phocaea   | MPC                           |
| 105304     | 2000 QY58  | 26 ago 2000 | Socorro    | LINEAR                   | —         | MPC                           |
| 105305     | 2000 QN60  | 26 ago 2000 | Socorro    | LINEAR                   | —         | MPC                           |
| 105306     | 2000 QS60  | 26 ago 2000 | Socorro    | LINEAR                   | —         | MPC                           |
| 105307     | 2000 QT60  | 26 ago 2000 | Socorro    | LINEAR                   | —         | MPC                           |
| 105308     | 2000 QY63  | 28 ago 2000 | Socorro    | LINEAR                   | —         | MPC                           |
| 105309     | 2000 QX65  | 28 ago 2000 | Socorro    | LINEAR                   | —         | MPC                           |
| 105310     | 2000 QM67  | 28 ago 2000 | Socorro    | LINEAR                   | —         | MPC                           |
| 105311     | 2000 QL70  | 28 ago 2000 | Socorro    | LINEAR                   | Juno      | MPC                           |
| 105312     | 2000 QC71  | 30 ago 2000 | Needville  | J. Dellinger, C. Gustava | —         | MPC                           |
| 105313     | 2000 QV71  | 24 ago 2000 | Socorro    | LINEAR                   | —         | MPC                           |
| 105314     | 2000 QC72  | 24 ago 2000 | Socorro    | LINEAR                   | —         | MPC                           |
| 105315     | 2000 QY72  | 24 ago 2000 | Socorro    | LINEAR                   | —         | MPC                           |
| 105316     | 2000 QN73  | 24 ago 2000 | Socorro    | LINEAR                   | —         | MPC                           |
| 105317     | 2000 QU74  | 24 ago 2000 | Socorro    | LINEAR                   | —         | MPC                           |
| 105318     | 2000 QB75  | 24 ago 2000 | Socorro    | LINEAR                   | —         | MPC                           |
| 105319     | 2000 QL75  | 24 ago 2000 | Socorro    | LINEAR                   | —         | MPC                           |
| 105320     | 2000 QP75  | 24 ago 2000 | Socorro    | LINEAR                   | —         | MPC                           |
| 105321     | 2000 QY75  | 24 ago 2000 | Socorro    | LINEAR                   | —         | MPC                           |
| 105322     | 2000 QD76  | 24 ago 2000 | Socorro    | LINEAR                   | —         | MPC                           |
| 105323     | 2000 QQ78  | 24 ago 2000 | Socorro    | LINEAR                   | —         | MPC                           |
| 105324     | 2000 QM81  | 24 ago 2000 | Socorro    | LINEAR                   | —         | MPC                           |
| 105325     | 2000 QH82  | 24 ago 2000 | Socorro    | LINEAR                   | —         | MPC                           |
| 105326     | 2000 QS82  | 24 ago 2000 | Socorro    | LINEAR                   | —         | MPC                           |
| 105327     | 2000 QF83  | 24 ago 2000 | Socorro    | LINEAR                   | —         | MPC                           |
| 105328     | 2000 QS83  | 24 ago 2000 | Socorro    | LINEAR                   | —         | MPC                           |
| 105329     | 2000 QA84  | 24 ago 2000 | Socorro    | LINEAR                   | —         | MPC                           |
| 105330     | 2000 QG84  | 24 ago 2000 | Socorro    | LINEAR                   | —         | MPC                           |
| 105331     | 2000 QK84  | 25 ago 2000 | Socorro    | LINEAR                   | —         | MPC                           |
| 105332     | 2000 QR84  | 25 ago 2000 | Socorro    | LINEAR                   | —         | MPC                           |
| 105333     | 2000 QH85  | 25 ago 2000 | Socorro    | LINEAR                   | Eos       | MPC                           |
| 105334     | 2000 QQ85  | 25 ago 2000 | Socorro    | LINEAR                   | —         | MPC                           |
| 105335     | 2000 QZ85  | 25 ago 2000 | Socorro    | LINEAR                   | —         | MPC                           |
| 105336     | 2000 QC86  | 25 ago 2000 | Socorro    | LINEAR                   | —         | MPC                           |
| 105337     | 2000 QR86  | 25 ago 2000 | Socorro    | LINEAR                   | Eos       | MPC                           |
| 105338     | 2000 QD89  | 25 ago 2000 | Socorro    | LINEAR                   | —         | MPC                           |
| 105339     | 2000 QL91  | 25 ago 2000 | Socorro    | LINEAR                   | —         | MPC                           |
| 105340     | 2000 QC93  | 25 ago 2000 | Socorro    | LINEAR                   | —         | MPC                           |
| 105341     | 2000 QY93  | 26 ago 2000 | Socorro    | LINEAR                   | —         | MPC                           |
| 105342     | 2000 QE94  | 26 ago 2000 | Socorro    | LINEAR                   | —         | MPC                           |
| 105343     | 2000 QJ94  | 26 ago 2000 | Socorro    | LINEAR                   | —         | MPC                           |
| 105344     | 2000 QM94  | 26 ago 2000 | Socorro    | LINEAR                   | —         | MPC                           |
| 105345     | 2000 QG95  | 26 ago 2000 | Socorro    | LINEAR                   | —         | MPC                           |
| 105346     | 2000 QN96  | 28 ago 2000 | Socorro    | LINEAR                   | —         | MPC                           |
| 105347     | 2000 QB98  | 28 ago 2000 | Socorro    | LINEAR                   | —         | MPC                           |
| 105348     | 2000 QH99  | 28 ago 2000 | Socorro    | LINEAR                   | —         | MPC                           |
| 105349     | 2000 QC100 | 28 ago 2000 | Socorro    | LINEAR                   | —         | MPC                           |
| 105350     | 2000 QN100 | 28 ago 2000 | Socorro    | LINEAR                   | Maria     | MPC                           |
| 105351     | 2000 QV101 | 28 ago 2000 | Socorro    | LINEAR                   | —         | MPC                           |
| 105352     | 2000 QB104 | 28 ago 2000 | Socorro    | LINEAR                   | Ursula    | MPC                           |
| 105353     | 2000 QN105 | 28 ago 2000 | Socorro    | LINEAR                   | —         | MPC                           |
| 105354     | 2000 QF107 | 29 ago 2000 | Socorro    | LINEAR                   | —         | MPC                           |
| 105355     | 2000 QD108 | 29 ago 2000 | Socorro    | LINEAR                   | —         | MPC                           |
| 105356     | 2000 QF108 | 29 ago 2000 | Socorro    | LINEAR                   | —         | MPC                           |
| 105357     | 2000 QF109 | 29 ago 2000 | Socorro    | LINEAR                   | —         | MPC                           |
| 105358     | 2000 QO110 | 24 ago 2000 | Socorro    | LINEAR                   | —         | MPC                           |
| 105359     | 2000 QS110 | 24 ago 2000 | Socorro    | LINEAR                   | —         | MPC                           |
| 105360     | 2000 QU110 | 24 ago 2000 | Socorro    | LINEAR                   | —         | MPC                           |
| 105361     | 2000 QG112 | 24 ago 2000 | Socorro    | LINEAR                   | —         | MPC                           |
| 105362     | 2000 QT112 | 24 ago 2000 | Socorro    | LINEAR                   | —         | MPC                           |
| 105363     | 2000 QK115 | 25 ago 2000 | Socorro    | LINEAR                   | —         | MPC                           |
| 105364     | 2000 QM116 | 28 ago 2000 | Socorro    | LINEAR                   | —         | MPC                           |
| 105365     | 2000 QY117 | 25 ago 2000 | Socorro    | LINEAR                   | —         | MPC                           |
| 105366     | 2000 QZ121 | 25 ago 2000 | Socorro    | LINEAR                   | —         | MPC                           |
| 105367     | 2000 QO123 | 25 ago 2000 | Socorro    | LINEAR                   | —         | MPC                           |
| 105368     | 2000 QG124 | 26 ago 2000 | Socorro    | LINEAR                   | —         | MPC                           |
| 105369     | 2000 QW125 | 31 ago 2000 | Socorro    | LINEAR                   | —         | MPC                           |
| 105370     | 2000 QY125 | 31 ago 2000 | Socorro    | LINEAR                   | —         | MPC                           |
| 105371     | 2000 QD126 | 31 ago 2000 | Socorro    | LINEAR                   | —         | MPC                           |
| 105372     | 2000 QF127 | 24 ago 2000 | Socorro    | LINEAR                   | —         | MPC                           |
| 105373     | 2000 QG127 | 24 ago 2000 | Socorro    | LINEAR                   | —         | MPC                           |
| 105374     | 2000 QG128 | 24 ago 2000 | Socorro    | LINEAR                   | —         | MPC                           |
| 105375     | 2000 QC129 | 26 ago 2000 | Socorro    | LINEAR                   | —         | MPC                           |
| 105376     | 2000 QK129 | 31 ago 2000 | Socorro    | LINEAR                   | —         | MPC                           |
| 105377     | 2000 QA130 | 31 ago 2000 | Socorro    | LINEAR                   | Juno      | MPC                           |
| 105378     | 2000 QF130 | 31 ago 2000 | Socorro    | LINEAR                   | —         | MPC                           |
| 105379     | 2000 QR130 | 31 ago 2000 | Prescott   | P. G. Comba              | —         | MPC                           |
| 105380     | 2000 QK131 | 24 ago 2000 | Socorro    | LINEAR                   | —         | MPC                           |
| 105381     | 2000 QO131 | 24 ago 2000 | Socorro    | LINEAR                   | —         | MPC                           |
| 105382     | 2000 QP132 | 26 ago 2000 | Socorro    | LINEAR                   | —         | MPC                           |
| 105383     | 2000 QT133 | 26 ago 2000 | Socorro    | LINEAR                   | —         | MPC                           |
| 105384     | 2000 QO136 | 29 ago 2000 | Socorro    | LINEAR                   | —         | MPC                           |
| 105385     | 2000 QZ137 | 31 ago 2000 | Socorro    | LINEAR                   | —         | MPC                           |
| 105386     | 2000 QC138 | 31 ago 2000 | Socorro    | LINEAR                   | —         | MPC                           |
| 105387     | 2000 QL138 | 31 ago 2000 | Socorro    | LINEAR                   | —         | MPC                           |
| 105388     | 2000 QO138 | 31 ago 2000 | Socorro    | LINEAR                   | —         | MPC                           |
| 105389     | 2000 QT138 | 31 ago 2000 | Socorro    | LINEAR                   | Brangane  | MPC                           |
| 105390     | 2000 QZ138 | 31 ago 2000 | Socorro    | LINEAR                   | —         | MPC                           |
| 105391     | 2000 QA139 | 31 ago 2000 | Socorro    | LINEAR                   | —         | MPC                           |
| 105392     | 2000 QB140 | 31 ago 2000 | Socorro    | LINEAR                   | —         | MPC                           |
| 105393     | 2000 QT141 | 31 ago 2000 | Socorro    | LINEAR                   | —         | MPC                           |
| 105394     | 2000 QU141 | 31 ago 2000 | Socorro    | LINEAR                   | —         | MPC                           |
| 105395     | 2000 QD142 | 31 ago 2000 | Socorro    | LINEAR                   | —         | MPC                           |
| 105396     | 2000 QN142 | 31 ago 2000 | Socorro    | LINEAR                   | —         | MPC                           |
| 105397     | 2000 QA143 | 31 ago 2000 | Socorro    | LINEAR                   | Mitidika  | MPC                           |
| 105398     | 2000 QX143 | 31 ago 2000 | Socorro    | LINEAR                   | —         | MPC                           |
| 105399     | 2000 QG144 | 31 ago 2000 | Socorro    | LINEAR                   | —         | MPC                           |
| 105400     | 2000 QJ144 | 31 ago 2000 | Socorro    | LINEAR                   | —         | MPC                           |

## 105401–105500
| Designação | Designação | Descoberta  | Descoberta    | Descobridor(es) | Categoria | Mais informações / Referência |
| Permanente | Provisória | Data        | Local         | Descobridor(es) | Categoria | Mais informações / Referência |
| ---------- | ---------- | ----------- | ------------- | --------------- | --------- | ----------------------------- |
| 105401     | 2000 QM144 | 31 ago 2000 | Socorro       | LINEAR          | —         | MPC                           |
| 105402     | 2000 QZ144 | 31 ago 2000 | Socorro       | LINEAR          | —         | MPC                           |
| 105403     | 2000 QU145 | 31 ago 2000 | Socorro       | LINEAR          | —         | MPC                           |
| 105404     | 2000 QZ145 | 31 ago 2000 | Socorro       | LINEAR          | —         | MPC                           |
| 105405     | 2000 QM148 | 27 ago 2000 | Kvistaberg    | UDAS            | —         | MPC                           |
| 105406     | 2000 QN150 | 25 ago 2000 | Socorro       | LINEAR          | —         | MPC                           |
| 105407     | 2000 QE153 | 29 ago 2000 | Socorro       | LINEAR          | —         | MPC                           |
| 105408     | 2000 QO153 | 29 ago 2000 | Socorro       | LINEAR          | —         | MPC                           |
| 105409     | 2000 QX153 | 29 ago 2000 | Socorro       | LINEAR          | —         | MPC                           |
| 105410     | 2000 QL154 | 31 ago 2000 | Socorro       | LINEAR          | Brangane  | MPC                           |
| 105411     | 2000 QQ154 | 31 ago 2000 | Socorro       | LINEAR          | —         | MPC                           |
| 105412     | 2000 QY154 | 31 ago 2000 | Socorro       | LINEAR          | —         | MPC                           |
| 105413     | 2000 QF155 | 31 ago 2000 | Socorro       | LINEAR          | —         | MPC                           |
| 105414     | 2000 QA159 | 31 ago 2000 | Socorro       | LINEAR          | —         | MPC                           |
| 105415     | 2000 QW159 | 31 ago 2000 | Socorro       | LINEAR          | —         | MPC                           |
| 105416     | 2000 QY161 | 31 ago 2000 | Socorro       | LINEAR          | —         | MPC                           |
| 105417     | 2000 QL163 | 31 ago 2000 | Socorro       | LINEAR          | —         | MPC                           |
| 105418     | 2000 QR164 | 31 ago 2000 | Socorro       | LINEAR          | Brangane  | MPC                           |
| 105419     | 2000 QR165 | 31 ago 2000 | Socorro       | LINEAR          | —         | MPC                           |
| 105420     | 2000 QB167 | 31 ago 2000 | Socorro       | LINEAR          | —         | MPC                           |
| 105421     | 2000 QL167 | 31 ago 2000 | Socorro       | LINEAR          | —         | MPC                           |
| 105422     | 2000 QW167 | 31 ago 2000 | Socorro       | LINEAR          | —         | MPC                           |
| 105423     | 2000 QA168 | 31 ago 2000 | Socorro       | LINEAR          | —         | MPC                           |
| 105424     | 2000 QD173 | 31 ago 2000 | Socorro       | LINEAR          | —         | MPC                           |
| 105425     | 2000 QF173 | 31 ago 2000 | Socorro       | LINEAR          | —         | MPC                           |
| 105426     | 2000 QK173 | 31 ago 2000 | Socorro       | LINEAR          | —         | MPC                           |
| 105427     | 2000 QL173 | 31 ago 2000 | Socorro       | LINEAR          | —         | MPC                           |
| 105428     | 2000 QT173 | 31 ago 2000 | Socorro       | LINEAR          | —         | MPC                           |
| 105429     | 2000 QN174 | 31 ago 2000 | Socorro       | LINEAR          | —         | MPC                           |
| 105430     | 2000 QR174 | 31 ago 2000 | Socorro       | LINEAR          | —         | MPC                           |
| 105431     | 2000 QH176 | 31 ago 2000 | Socorro       | LINEAR          | —         | MPC                           |
| 105432     | 2000 QJ176 | 31 ago 2000 | Socorro       | LINEAR          | —         | MPC                           |
| 105433     | 2000 QN176 | 31 ago 2000 | Socorro       | LINEAR          | —         | MPC                           |
| 105434     | 2000 QA177 | 31 ago 2000 | Socorro       | LINEAR          | Eos       | MPC                           |
| 105435     | 2000 QJ177 | 31 ago 2000 | Socorro       | LINEAR          | —         | MPC                           |
| 105436     | 2000 QS177 | 31 ago 2000 | Socorro       | LINEAR          | —         | MPC                           |
| 105437     | 2000 QR178 | 31 ago 2000 | Socorro       | LINEAR          | Brangane  | MPC                           |
| 105438     | 2000 QD179 | 31 ago 2000 | Socorro       | LINEAR          | —         | MPC                           |
| 105439     | 2000 QM179 | 31 ago 2000 | Socorro       | LINEAR          | —         | MPC                           |
| 105440     | 2000 QF180 | 31 ago 2000 | Socorro       | LINEAR          | —         | MPC                           |
| 105441     | 2000 QU180 | 31 ago 2000 | Socorro       | LINEAR          | —         | MPC                           |
| 105442     | 2000 QW180 | 31 ago 2000 | Socorro       | LINEAR          | —         | MPC                           |
| 105443     | 2000 QY180 | 31 ago 2000 | Socorro       | LINEAR          | —         | MPC                           |
| 105444     | 2000 QU182 | 31 ago 2000 | Socorro       | LINEAR          | —         | MPC                           |
| 105445     | 2000 QW182 | 24 ago 2000 | Socorro       | LINEAR          | —         | MPC                           |
| 105446     | 2000 QS183 | 26 ago 2000 | Socorro       | LINEAR          | —         | MPC                           |
| 105447     | 2000 QU183 | 26 ago 2000 | Socorro       | LINEAR          | —         | MPC                           |
| 105448     | 2000 QZ190 | 26 ago 2000 | Socorro       | LINEAR          | —         | MPC                           |
| 105449     | 2000 QA191 | 26 ago 2000 | Socorro       | LINEAR          | Phocaea   | MPC                           |
| 105450     | 2000 QE191 | 26 ago 2000 | Socorro       | LINEAR          | —         | MPC                           |
| 105451     | 2000 QZ192 | 28 ago 2000 | Socorro       | LINEAR          | —         | MPC                           |
| 105452     | 2000 QB193 | 29 ago 2000 | Socorro       | LINEAR          | —         | MPC                           |
| 105453     | 2000 QX194 | 26 ago 2000 | Socorro       | LINEAR          | —         | MPC                           |
| 105454     | 2000 QP195 | 26 ago 2000 | Socorro       | LINEAR          | —         | MPC                           |
| 105455     | 2000 QJ197 | 29 ago 2000 | Socorro       | LINEAR          | Mitidika  | MPC                           |
| 105456     | 2000 QK197 | 29 ago 2000 | Socorro       | LINEAR          | —         | MPC                           |
| 105457     | 2000 QG198 | 29 ago 2000 | Socorro       | LINEAR          | Brangane  | MPC                           |
| 105458     | 2000 QN199 | 29 ago 2000 | Socorro       | LINEAR          | —         | MPC                           |
| 105459     | 2000 QX199 | 29 ago 2000 | Socorro       | LINEAR          | —         | MPC                           |
| 105460     | 2000 QV201 | 29 ago 2000 | Socorro       | LINEAR          | —         | MPC                           |
| 105461     | 2000 QH205 | 31 ago 2000 | Socorro       | LINEAR          | —         | MPC                           |
| 105462     | 2000 QG206 | 31 ago 2000 | Socorro       | LINEAR          | —         | MPC                           |
| 105463     | 2000 QT206 | 31 ago 2000 | Socorro       | LINEAR          | Brangane  | MPC                           |
| 105464     | 2000 QD207 | 31 ago 2000 | Socorro       | LINEAR          | Mitidika  | MPC                           |
| 105465     | 2000 QO207 | 31 ago 2000 | Socorro       | LINEAR          | —         | MPC                           |
| 105466     | 2000 QP207 | 31 ago 2000 | Socorro       | LINEAR          | —         | MPC                           |
| 105467     | 2000 QD208 | 31 ago 2000 | Socorro       | LINEAR          | —         | MPC                           |
| 105468     | 2000 QF208 | 31 ago 2000 | Socorro       | LINEAR          | —         | MPC                           |
| 105469     | 2000 QA209 | 31 ago 2000 | Socorro       | LINEAR          | —         | MPC                           |
| 105470     | 2000 QE209 | 31 ago 2000 | Socorro       | LINEAR          | —         | MPC                           |
| 105471     | 2000 QP209 | 31 ago 2000 | Socorro       | LINEAR          | —         | MPC                           |
| 105472     | 2000 QG210 | 31 ago 2000 | Socorro       | LINEAR          | —         | MPC                           |
| 105473     | 2000 QA211 | 31 ago 2000 | Socorro       | LINEAR          | —         | MPC                           |
| 105474     | 2000 QJ211 | 31 ago 2000 | Socorro       | LINEAR          | —         | MPC                           |
| 105475     | 2000 QK211 | 31 ago 2000 | Socorro       | LINEAR          | —         | MPC                           |
| 105476     | 2000 QM211 | 31 ago 2000 | Socorro       | LINEAR          | —         | MPC                           |
| 105477     | 2000 QO213 | 31 ago 2000 | Socorro       | LINEAR          | —         | MPC                           |
| 105478     | 2000 QS213 | 31 ago 2000 | Socorro       | LINEAR          | Mitidika  | MPC                           |
| 105479     | 2000 QO214 | 31 ago 2000 | Socorro       | LINEAR          | —         | MPC                           |
| 105480     | 2000 QF215 | 31 ago 2000 | Socorro       | LINEAR          | —         | MPC                           |
| 105481     | 2000 QB216 | 31 ago 2000 | Socorro       | LINEAR          | —         | MPC                           |
| 105482     | 2000 QJ216 | 31 ago 2000 | Socorro       | LINEAR          | —         | MPC                           |
| 105483     | 2000 QK216 | 31 ago 2000 | Socorro       | LINEAR          | —         | MPC                           |
| 105484     | 2000 QV216 | 31 ago 2000 | Socorro       | LINEAR          | —         | MPC                           |
| 105485     | 2000 QW216 | 31 ago 2000 | Socorro       | LINEAR          | —         | MPC                           |
| 105486     | 2000 QX216 | 31 ago 2000 | Socorro       | LINEAR          | —         | MPC                           |
| 105487     | 2000 QS219 | 20 ago 2000 | Anderson Mesa | LONEOS          | —         | MPC                           |
| 105488     | 2000 QX220 | 21 ago 2000 | Anderson Mesa | LONEOS          | —         | MPC                           |
| 105489     | 2000 QE221 | 21 ago 2000 | Anderson Mesa | LONEOS          | —         | MPC                           |
| 105490     | 2000 QS223 | 24 ago 2000 | Socorro       | LINEAR          | —         | MPC                           |
| 105491     | 2000 QM227 | 31 ago 2000 | Socorro       | LINEAR          | —         | MPC                           |
| 105492     | 2000 QO227 | 31 ago 2000 | Socorro       | LINEAR          | —         | MPC                           |
| 105493     | 2000 QB228 | 31 ago 2000 | Socorro       | LINEAR          | —         | MPC                           |
| 105494     | 2000 QF228 | 31 ago 2000 | Socorro       | LINEAR          | —         | MPC                           |
| 105495     | 2000 QW228 | 31 ago 2000 | Socorro       | LINEAR          | —         | MPC                           |
| 105496     | 2000 QC229 | 31 ago 2000 | Socorro       | LINEAR          | —         | MPC                           |
| 105497     | 2000 QF229 | 31 ago 2000 | Socorro       | LINEAR          | Brangane  | MPC                           |
| 105498     | 2000 QM230 | 31 ago 2000 | Socorro       | LINEAR          | —         | MPC                           |
| 105499     | 2000 QS230 | 31 ago 2000 | Socorro       | LINEAR          | —         | MPC                           |
| 105500     | 2000 QL231 | 29 ago 2000 | Socorro       | LINEAR          | —         | MPC                           |

## 105501–105600
| Designação | Designação | Descoberta  | Descoberta          | Descobridor(es) | Categoria | Mais informações / Referência |
| Permanente | Provisória | Data        | Local               | Descobridor(es) | Categoria | Mais informações / Referência |
| ---------- | ---------- | ----------- | ------------------- | --------------- | --------- | ----------------------------- |
| 105501     | 2000 QA232 | 29 ago 2000 | Socorro             | LINEAR          | —         | MPC                           |
| 105502     | 2000 QN250 | 20 ago 2000 | Anderson Mesa       | LONEOS          | Brangane  | MPC                           |
| 105503     | 2000 RG1   | 1 set 2000  | Socorro             | LINEAR          | —         | MPC                           |
| 105504     | 2000 RX2   | 1 set 2000  | Socorro             | LINEAR          | —         | MPC                           |
| 105505     | 2000 RK3   | 1 set 2000  | Socorro             | LINEAR          | —         | MPC                           |
| 105506     | 2000 RO3   | 1 set 2000  | Socorro             | LINEAR          | —         | MPC                           |
| 105507     | 2000 RZ6   | 1 set 2000  | Socorro             | LINEAR          | —         | MPC                           |
| 105508     | 2000 RA9   | 3 set 2000  | Emerald Lane        | L. Ball         | —         | MPC                           |
| 105509     | 2000 RL9   | 1 set 2000  | Socorro             | LINEAR          | —         | MPC                           |
| 105510     | 2000 RJ11  | 1 set 2000  | Socorro             | LINEAR          | —         | MPC                           |
| 105511     | 2000 RF13  | 1 set 2000  | Socorro             | LINEAR          | —         | MPC                           |
| 105512     | 2000 RJ14  | 1 set 2000  | Socorro             | LINEAR          | Brangane  | MPC                           |
| 105513     | 2000 RL14  | 1 set 2000  | Socorro             | LINEAR          | —         | MPC                           |
| 105514     | 2000 RO15  | 1 set 2000  | Socorro             | LINEAR          | Brangane  | MPC                           |
| 105515     | 2000 RQ15  | 1 set 2000  | Socorro             | LINEAR          | —         | MPC                           |
| 105516     | 2000 RY15  | 1 set 2000  | Socorro             | LINEAR          | —         | MPC                           |
| 105517     | 2000 RA16  | 1 set 2000  | Socorro             | LINEAR          | —         | MPC                           |
| 105518     | 2000 RP16  | 1 set 2000  | Socorro             | LINEAR          | —         | MPC                           |
| 105519     | 2000 RP18  | 1 set 2000  | Socorro             | LINEAR          | —         | MPC                           |
| 105520     | 2000 RW22  | 1 set 2000  | Socorro             | LINEAR          | Ursula    | MPC                           |
| 105521     | 2000 RM24  | 1 set 2000  | Socorro             | LINEAR          | —         | MPC                           |
| 105522     | 2000 RH25  | 1 set 2000  | Socorro             | LINEAR          | —         | MPC                           |
| 105523     | 2000 RC26  | 1 set 2000  | Socorro             | LINEAR          | —         | MPC                           |
| 105524     | 2000 RF26  | 1 set 2000  | Socorro             | LINEAR          | —         | MPC                           |
| 105525     | 2000 RL26  | 1 set 2000  | Socorro             | LINEAR          | —         | MPC                           |
| 105526     | 2000 RQ26  | 1 set 2000  | Socorro             | LINEAR          | —         | MPC                           |
| 105527     | 2000 RW26  | 1 set 2000  | Socorro             | LINEAR          | Brangane  | MPC                           |
| 105528     | 2000 RZ26  | 1 set 2000  | Socorro             | LINEAR          | —         | MPC                           |
| 105529     | 2000 RG27  | 1 set 2000  | Socorro             | LINEAR          | —         | MPC                           |
| 105530     | 2000 RM27  | 1 set 2000  | Socorro             | LINEAR          | Brangane  | MPC                           |
| 105531     | 2000 RR28  | 1 set 2000  | Socorro             | LINEAR          | —         | MPC                           |
| 105532     | 2000 RA29  | 1 set 2000  | Socorro             | LINEAR          | Brangane  | MPC                           |
| 105533     | 2000 RB29  | 1 set 2000  | Socorro             | LINEAR          | —         | MPC                           |
| 105534     | 2000 RC29  | 1 set 2000  | Socorro             | LINEAR          | —         | MPC                           |
| 105535     | 2000 RT32  | 1 set 2000  | Socorro             | LINEAR          | —         | MPC                           |
| 105536     | 2000 RG37  | 3 set 2000  | Socorro             | LINEAR          | Juno      | MPC                           |
| 105537     | 2000 RH37  | 3 set 2000  | Socorro             | LINEAR          | —         | MPC                           |
| 105538     | 2000 RF39  | 5 set 2000  | Farpoint            | G. Hug          | —         | MPC                           |
| 105539     | 2000 RJ39  | 1 set 2000  | Socorro             | LINEAR          | —         | MPC                           |
| 105540     | 2000 RH40  | 3 set 2000  | Socorro             | LINEAR          | —         | MPC                           |
| 105541     | 2000 RL40  | 3 set 2000  | Socorro             | LINEAR          | —         | MPC                           |
| 105542     | 2000 RR40  | 3 set 2000  | Socorro             | LINEAR          | Brangane  | MPC                           |
| 105543     | 2000 RW40  | 3 set 2000  | Socorro             | LINEAR          | —         | MPC                           |
| 105544     | 2000 RC41  | 3 set 2000  | Socorro             | LINEAR          | —         | MPC                           |
| 105545     | 2000 RY41  | 3 set 2000  | Socorro             | LINEAR          | Brangane  | MPC                           |
| 105546     | 2000 RM44  | 3 set 2000  | Socorro             | LINEAR          | —         | MPC                           |
| 105547     | 2000 RX44  | 3 set 2000  | Socorro             | LINEAR          | —         | MPC                           |
| 105548     | 2000 RF45  | 3 set 2000  | Socorro             | LINEAR          | —         | MPC                           |
| 105549     | 2000 RJ45  | 3 set 2000  | Socorro             | LINEAR          | Eos       | MPC                           |
| 105550     | 2000 RY45  | 3 set 2000  | Socorro             | LINEAR          | —         | MPC                           |
| 105551     | 2000 RW46  | 3 set 2000  | Socorro             | LINEAR          | —         | MPC                           |
| 105552     | 2000 RR49  | 5 set 2000  | Socorro             | LINEAR          | —         | MPC                           |
| 105553     | 2000 RA50  | 5 set 2000  | Socorro             | LINEAR          | —         | MPC                           |
| 105554     | 2000 RJ53  | 5 set 2000  | Višnjan Observatory | K. Korlević     | —         | MPC                           |
| 105555     | 2000 RK53  | 5 set 2000  | Višnjan Observatory | K. Korlević     | —         | MPC                           |
| 105556     | 2000 RU53  | 3 set 2000  | Socorro             | LINEAR          | Juno      | MPC                           |
| 105557     | 2000 RZ53  | 1 set 2000  | Socorro             | LINEAR          | —         | MPC                           |
| 105558     | 2000 RK54  | 3 set 2000  | Socorro             | LINEAR          | Brangane  | MPC                           |
| 105559     | 2000 RN54  | 3 set 2000  | Socorro             | LINEAR          | —         | MPC                           |
| 105560     | 2000 RA56  | 5 set 2000  | Socorro             | LINEAR          | —         | MPC                           |
| 105561     | 2000 RB56  | 5 set 2000  | Socorro             | LINEAR          | —         | MPC                           |
| 105562     | 2000 RS57  | 7 set 2000  | Kitt Peak           | Spacewatch      | —         | MPC                           |
| 105563     | 2000 RY58  | 7 set 2000  | Kitt Peak           | Spacewatch      | —         | MPC                           |
| 105564     | 2000 RR60  | 3 set 2000  | Socorro             | LINEAR          | —         | MPC                           |
| 105565     | 2000 RA61  | 1 set 2000  | Socorro             | LINEAR          | —         | MPC                           |
| 105566     | 2000 RQ63  | 3 set 2000  | Socorro             | LINEAR          | —         | MPC                           |
| 105567     | 2000 RG64  | 1 set 2000  | Socorro             | LINEAR          | —         | MPC                           |
| 105568     | 2000 RN64  | 1 set 2000  | Socorro             | LINEAR          | —         | MPC                           |
| 105569     | 2000 RB65  | 1 set 2000  | Socorro             | LINEAR          | Eos       | MPC                           |
| 105570     | 2000 RP66  | 1 set 2000  | Socorro             | LINEAR          | —         | MPC                           |
| 105571     | 2000 RT67  | 1 set 2000  | Socorro             | LINEAR          | —         | MPC                           |
| 105572     | 2000 RQ68  | 2 set 2000  | Socorro             | LINEAR          | —         | MPC                           |
| 105573     | 2000 RF70  | 2 set 2000  | Socorro             | LINEAR          | —         | MPC                           |
| 105574     | 2000 RZ70  | 2 set 2000  | Socorro             | LINEAR          | —         | MPC                           |
| 105575     | 2000 RJ71  | 2 set 2000  | Socorro             | LINEAR          | —         | MPC                           |
| 105576     | 2000 RM72  | 2 set 2000  | Socorro             | LINEAR          | —         | MPC                           |
| 105577     | 2000 RP74  | 3 set 2000  | Socorro             | LINEAR          | —         | MPC                           |
| 105578     | 2000 RE75  | 3 set 2000  | Socorro             | LINEAR          | —         | MPC                           |
| 105579     | 2000 RE77  | 8 set 2000  | Višnjan Observatory | K. Korlević     | —         | MPC                           |
| 105580     | 2000 RN78  | 8 set 2000  | Kitt Peak           | Spacewatch      | Brangane  | MPC                           |
| 105581     | 2000 RW80  | 1 set 2000  | Socorro             | LINEAR          | —         | MPC                           |
| 105582     | 2000 RC82  | 1 set 2000  | Socorro             | LINEAR          | —         | MPC                           |
| 105583     | 2000 RU82  | 1 set 2000  | Socorro             | LINEAR          | —         | MPC                           |
| 105584     | 2000 RV82  | 1 set 2000  | Socorro             | LINEAR          | Brangane  | MPC                           |
| 105585     | 2000 RM83  | 1 set 2000  | Socorro             | LINEAR          | —         | MPC                           |
| 105586     | 2000 RB85  | 2 set 2000  | Anderson Mesa       | LONEOS          | —         | MPC                           |
| 105587     | 2000 RM85  | 2 set 2000  | Anderson Mesa       | LONEOS          | —         | MPC                           |
| 105588     | 2000 RT85  | 2 set 2000  | Socorro             | LINEAR          | —         | MPC                           |
| 105589     | 2000 RV85  | 2 set 2000  | Socorro             | LINEAR          | —         | MPC                           |
| 105590     | 2000 RJ86  | 2 set 2000  | Socorro             | LINEAR          | Brangane  | MPC                           |
| 105591     | 2000 RL86  | 2 set 2000  | Anderson Mesa       | LONEOS          | —         | MPC                           |
| 105592     | 2000 RK88  | 3 set 2000  | Socorro             | LINEAR          | —         | MPC                           |
| 105593     | 2000 RN88  | 3 set 2000  | Socorro             | LINEAR          | —         | MPC                           |
| 105594     | 2000 RU88  | 3 set 2000  | Socorro             | LINEAR          | Brangane  | MPC                           |
| 105595     | 2000 RK89  | 3 set 2000  | Socorro             | LINEAR          | —         | MPC                           |
| 105596     | 2000 RO89  | 3 set 2000  | Socorro             | LINEAR          | —         | MPC                           |
| 105597     | 2000 RA91  | 3 set 2000  | Socorro             | LINEAR          | —         | MPC                           |
| 105598     | 2000 RD91  | 3 set 2000  | Socorro             | LINEAR          | —         | MPC                           |
| 105599     | 2000 RL91  | 3 set 2000  | Socorro             | LINEAR          | —         | MPC                           |
| 105600     | 2000 RT91  | 3 set 2000  | Socorro             | LINEAR          | —         | MPC                           |

## 105601–105700
| Designação       | Designação | Descoberta  | Descoberta          | Descobridor(es)              | Categoria | Mais informações / Referência |
| Permanente       | Provisória | Data        | Local               | Descobridor(es)              | Categoria | Mais informações / Referência |
| ---------------- | ---------- | ----------- | ------------------- | ---------------------------- | --------- | ----------------------------- |
| 105601           | 2000 RZ91  | 3 set 2000  | Socorro             | LINEAR                       | —         | MPC                           |
| 105602           | 2000 RL93  | 4 set 2000  | Anderson Mesa       | LONEOS                       | —         | MPC                           |
| 105603           | 2000 RS93  | 4 set 2000  | Anderson Mesa       | LONEOS                       | —         | MPC                           |
| 105604           | 2000 RR94  | 4 set 2000  | Anderson Mesa       | LONEOS                       | —         | MPC                           |
| 105605           | 2000 RJ95  | 4 set 2000  | Anderson Mesa       | LONEOS                       | —         | MPC                           |
| 105606           | 2000 RV95  | 4 set 2000  | Anderson Mesa       | LONEOS                       | —         | MPC                           |
| 105607           | 2000 RY95  | 4 set 2000  | Anderson Mesa       | LONEOS                       | —         | MPC                           |
| 105608           | 2000 RY96  | 5 set 2000  | Anderson Mesa       | LONEOS                       | —         | MPC                           |
| 105609           | 2000 RB98  | 5 set 2000  | Anderson Mesa       | LONEOS                       | —         | MPC                           |
| 105610           | 2000 RG98  | 5 set 2000  | Anderson Mesa       | LONEOS                       | —         | MPC                           |
| 105611           | 2000 RL98  | 5 set 2000  | Anderson Mesa       | LONEOS                       | —         | MPC                           |
| 105612           | 2000 RT99  | 5 set 2000  | Anderson Mesa       | LONEOS                       | Brangane  | MPC                           |
| 105613           | 2000 RX100 | 5 set 2000  | Anderson Mesa       | LONEOS                       | Juno      | MPC                           |
| 105614           | 2000 RT101 | 5 set 2000  | Anderson Mesa       | LONEOS                       | —         | MPC                           |
| 105615           | 2000 RX101 | 5 set 2000  | Anderson Mesa       | LONEOS                       | —         | MPC                           |
| 105616           | 2000 RF102 | 5 set 2000  | Anderson Mesa       | LONEOS                       | —         | MPC                           |
| 105617           | 2000 RJ102 | 5 set 2000  | Anderson Mesa       | LONEOS                       | —         | MPC                           |
| 105618           | 2000 RX102 | 5 set 2000  | Anderson Mesa       | LONEOS                       | —         | MPC                           |
| 105619           | 2000 RA104 | 6 set 2000  | Socorro             | LINEAR                       | —         | MPC                           |
| 105620           | 2000 RE104 | 6 set 2000  | Socorro             | LINEAR                       | —         | MPC                           |
| 105621           | 2000 RG105 | 7 set 2000  | Socorro             | LINEAR                       | —         | MPC                           |
| 105622           | 2000 RK105 | 7 set 2000  | Socorro             | LINEAR                       | —         | MPC                           |
| 105623           | 2000 SN1   | 18 set 2000 | Socorro             | LINEAR                       | Juno      | MPC                           |
| 105624           | 2000 ST3   | 20 set 2000 | Socorro             | LINEAR                       | —         | MPC                           |
| 105625           | 2000 SG4   | 21 set 2000 | Haleakalā           | NEAT                         | —         | MPC                           |
| 105626           | 2000 SW4   | 20 set 2000 | Socorro             | LINEAR                       | —         | MPC                           |
| 105627           | 2000 SY4   | 20 set 2000 | Socorro             | LINEAR                       | —         | MPC                           |
| 105628           | 2000 SG5   | 22 set 2000 | Socorro             | LINEAR                       | —         | MPC                           |
| 105629           | 2000 SS5   | 22 set 2000 | Socorro             | LINEAR                       | —         | MPC                           |
| 105630           | 2000 SZ5   | 20 set 2000 | Socorro             | LINEAR                       | —         | MPC                           |
| 105631           | 2000 SU7   | 22 set 2000 | Kitt Peak           | Spacewatch                   | —         | MPC                           |
| 105632           | 2000 SQ8   | 22 set 2000 | Prescott            | P. G. Comba                  | Eos       | MPC                           |
| 105633           | 2000 SZ9   | 23 set 2000 | Socorro             | LINEAR                       | Juno      | MPC                           |
| 105634           | 2000 SX12  | 21 set 2000 | Socorro             | LINEAR                       | —         | MPC                           |
| 105635           | 2000 SN13  | 21 set 2000 | Socorro             | LINEAR                       | —         | MPC                           |
| 105636           | 2000 ST13  | 21 set 2000 | Socorro             | LINEAR                       | —         | MPC                           |
| 105637           | 2000 SC14  | 23 set 2000 | Socorro             | LINEAR                       | —         | MPC                           |
| 105638           | 2000 SK14  | 23 set 2000 | Socorro             | LINEAR                       | —         | MPC                           |
| 105639           | 2000 SL15  | 23 set 2000 | Socorro             | LINEAR                       | —         | MPC                           |
| 105640           | 2000 SP15  | 23 set 2000 | Socorro             | LINEAR                       | —         | MPC                           |
| 105641           | 2000 SH17  | 23 set 2000 | Socorro             | LINEAR                       | —         | MPC                           |
| 105642           | 2000 SJ17  | 23 set 2000 | Socorro             | LINEAR                       | —         | MPC                           |
| 105643           | 2000 SF18  | 23 set 2000 | Socorro             | LINEAR                       | —         | MPC                           |
| 105644           | 2000 SY19  | 23 set 2000 | Socorro             | LINEAR                       | Brangane  | MPC                           |
| 105645           | 2000 SQ20  | 23 set 2000 | Socorro             | LINEAR                       | —         | MPC                           |
| 105646           | 2000 SL21  | 24 set 2000 | Socorro             | LINEAR                       | —         | MPC                           |
| 105647           | 2000 SL22  | 20 set 2000 | Haleakalā           | NEAT                         | —         | MPC                           |
| 105648           | 2000 SA23  | 25 set 2000 | Višnjan Observatory | K. Korlević                  | —         | MPC                           |
| 105649           | 2000 SQ23  | 20 set 2000 | Cordell-Lorenz      | D. T. Durig, A. D. McDermott | —         | MPC                           |
| 105650           | 2000 SU23  | 22 set 2000 | Socorro             | LINEAR                       | —         | MPC                           |
| 105651           | 2000 SF24  | 24 set 2000 | Socorro             | LINEAR                       | —         | MPC                           |
| 105652           | 2000 SU24  | 26 set 2000 | Bisei SG Center     | BATTeRS                      | Brangane  | MPC                           |
| 105653           | 2000 SA26  | 23 set 2000 | Socorro             | LINEAR                       | —         | MPC                           |
| 105654           | 2000 SX26  | 23 set 2000 | Socorro             | LINEAR                       | —         | MPC                           |
| 105655           | 2000 ST27  | 23 set 2000 | Socorro             | LINEAR                       | —         | MPC                           |
| 105656           | 2000 SA28  | 23 set 2000 | Socorro             | LINEAR                       | —         | MPC                           |
| 105657           | 2000 SL28  | 23 set 2000 | Socorro             | LINEAR                       | —         | MPC                           |
| 105658           | 2000 SF29  | 24 set 2000 | Socorro             | LINEAR                       | —         | MPC                           |
| 105659           | 2000 SV31  | 24 set 2000 | Socorro             | LINEAR                       | —         | MPC                           |
| 105660           | 2000 SG32  | 24 set 2000 | Socorro             | LINEAR                       | —         | MPC                           |
| 105661           | 2000 SO32  | 24 set 2000 | Socorro             | LINEAR                       | —         | MPC                           |
| 105662           | 2000 SN36  | 24 set 2000 | Socorro             | LINEAR                       | —         | MPC                           |
| 105663           | 2000 SZ36  | 24 set 2000 | Socorro             | LINEAR                       | Ursula    | MPC                           |
| 105664           | 2000 SL37  | 24 set 2000 | Socorro             | LINEAR                       | —         | MPC                           |
| 105665           | 2000 SQ37  | 24 set 2000 | Socorro             | LINEAR                       | —         | MPC                           |
| 105666           | 2000 SS37  | 24 set 2000 | Socorro             | LINEAR                       | —         | MPC                           |
| 105667           | 2000 SO38  | 24 set 2000 | Socorro             | LINEAR                       | Ursula    | MPC                           |
| 105668           | 2000 SW38  | 24 set 2000 | Socorro             | LINEAR                       | —         | MPC                           |
| 105669           | 2000 SW39  | 24 set 2000 | Socorro             | LINEAR                       | —         | MPC                           |
| 105670           | 2000 SK40  | 24 set 2000 | Socorro             | LINEAR                       | —         | MPC                           |
| 105671           | 2000 SM40  | 24 set 2000 | Socorro             | LINEAR                       | —         | MPC                           |
| 105672           | 2000 SX40  | 24 set 2000 | Socorro             | LINEAR                       | —         | MPC                           |
| 105673           | 2000 SL42  | 26 set 2000 | Višnjan Observatory | K. Korlević                  | —         | MPC                           |
| 105674           | 2000 SQ42  | 25 set 2000 | Anderson Mesa       | LONEOS                       | —         | MPC                           |
| 105675 Kamiukena | 2000 ST42  | 26 set 2000 | Kuma Kogen          | A. Nakamura                  | —         | MPC                           |
| 105676           | 2000 SM43  | 23 set 2000 | Bergisch Gladbach   | W. Bickel                    | —         | MPC                           |
| 105677           | 2000 SN43  | 23 set 2000 | Bergisch Gladbach   | W. Bickel                    | Brangane  | MPC                           |
| 105678           | 2000 SM46  | 23 set 2000 | Socorro             | LINEAR                       | —         | MPC                           |
| 105679           | 2000 SO46  | 23 set 2000 | Socorro             | LINEAR                       | —         | MPC                           |
| 105680           | 2000 SP46  | 23 set 2000 | Socorro             | LINEAR                       | Phocaea   | MPC                           |
| 105681           | 2000 SR46  | 23 set 2000 | Socorro             | LINEAR                       | —         | MPC                           |
| 105682           | 2000 SD47  | 23 set 2000 | Socorro             | LINEAR                       | —         | MPC                           |
| 105683           | 2000 SF48  | 23 set 2000 | Socorro             | LINEAR                       | —         | MPC                           |
| 105684           | 2000 SV48  | 23 set 2000 | Socorro             | LINEAR                       | —         | MPC                           |
| 105685           | 2000 SC51  | 23 set 2000 | Socorro             | LINEAR                       | —         | MPC                           |
| 105686           | 2000 SG52  | 23 set 2000 | Socorro             | LINEAR                       | Ursula    | MPC                           |
| 105687           | 2000 SS55  | 24 set 2000 | Socorro             | LINEAR                       | —         | MPC                           |
| 105688           | 2000 SG57  | 24 set 2000 | Socorro             | LINEAR                       | —         | MPC                           |
| 105689           | 2000 SX57  | 24 set 2000 | Socorro             | LINEAR                       | Brangane  | MPC                           |
| 105690           | 2000 SA58  | 24 set 2000 | Socorro             | LINEAR                       | —         | MPC                           |
| 105691           | 2000 SK60  | 24 set 2000 | Socorro             | LINEAR                       | —         | MPC                           |
| 105692           | 2000 SL62  | 24 set 2000 | Socorro             | LINEAR                       | —         | MPC                           |
| 105693           | 2000 SU62  | 24 set 2000 | Socorro             | LINEAR                       | —         | MPC                           |
| 105694           | 2000 SV62  | 24 set 2000 | Socorro             | LINEAR                       | —         | MPC                           |
| 105695           | 2000 SC63  | 24 set 2000 | Socorro             | LINEAR                       | —         | MPC                           |
| 105696           | 2000 SJ63  | 24 set 2000 | Socorro             | LINEAR                       | —         | MPC                           |
| 105697           | 2000 SV64  | 24 set 2000 | Socorro             | LINEAR                       | —         | MPC                           |
| 105698           | 2000 SX64  | 24 set 2000 | Socorro             | LINEAR                       | —         | MPC                           |
| 105699           | 2000 SH66  | 24 set 2000 | Socorro             | LINEAR                       | Mitidika  | MPC                           |
| 105700           | 2000 SK67  | 24 set 2000 | Socorro             | LINEAR                       | —         | MPC                           |

## 105701–105800
| Designação | Designação | Descoberta  | Descoberta | Descobridor(es) | Categoria | Mais informações / Referência |
| Permanente | Provisória | Data        | Local      | Descobridor(es) | Categoria | Mais informações / Referência |
| ---------- | ---------- | ----------- | ---------- | --------------- | --------- | ----------------------------- |
| 105701     | 2000 SS67  | 24 set 2000 | Socorro    | LINEAR          | —         | MPC                           |
| 105702     | 2000 SB68  | 24 set 2000 | Socorro    | LINEAR          | —         | MPC                           |
| 105703     | 2000 SV68  | 24 set 2000 | Socorro    | LINEAR          | —         | MPC                           |
| 105704     | 2000 SF69  | 24 set 2000 | Socorro    | LINEAR          | —         | MPC                           |
| 105705     | 2000 SO69  | 24 set 2000 | Socorro    | LINEAR          | —         | MPC                           |
| 105706     | 2000 SR69  | 24 set 2000 | Socorro    | LINEAR          | —         | MPC                           |
| 105707     | 2000 SL70  | 24 set 2000 | Socorro    | LINEAR          | Ursula    | MPC                           |
| 105708     | 2000 SB71  | 24 set 2000 | Socorro    | LINEAR          | —         | MPC                           |
| 105709     | 2000 SH71  | 24 set 2000 | Socorro    | LINEAR          | —         | MPC                           |
| 105710     | 2000 SA72  | 24 set 2000 | Socorro    | LINEAR          | —         | MPC                           |
| 105711     | 2000 SO73  | 24 set 2000 | Socorro    | LINEAR          | —         | MPC                           |
| 105712     | 2000 SO74  | 24 set 2000 | Socorro    | LINEAR          | —         | MPC                           |
| 105713     | 2000 SR74  | 24 set 2000 | Socorro    | LINEAR          | —         | MPC                           |
| 105714     | 2000 SP75  | 24 set 2000 | Socorro    | LINEAR          | Ursula    | MPC                           |
| 105715     | 2000 SQ75  | 24 set 2000 | Socorro    | LINEAR          | Eos       | MPC                           |
| 105716     | 2000 SZ75  | 24 set 2000 | Socorro    | LINEAR          | —         | MPC                           |
| 105717     | 2000 SM76  | 24 set 2000 | Socorro    | LINEAR          | —         | MPC                           |
| 105718     | 2000 SN77  | 24 set 2000 | Socorro    | LINEAR          | —         | MPC                           |
| 105719     | 2000 SO77  | 24 set 2000 | Socorro    | LINEAR          | —         | MPC                           |
| 105720     | 2000 SR79  | 24 set 2000 | Socorro    | LINEAR          | —         | MPC                           |
| 105721     | 2000 ST79  | 24 set 2000 | Socorro    | LINEAR          | —         | MPC                           |
| 105722     | 2000 SF80  | 24 set 2000 | Socorro    | LINEAR          | —         | MPC                           |
| 105723     | 2000 SH81  | 24 set 2000 | Socorro    | LINEAR          | —         | MPC                           |
| 105724     | 2000 SN81  | 24 set 2000 | Socorro    | LINEAR          | —         | MPC                           |
| 105725     | 2000 SS81  | 24 set 2000 | Socorro    | LINEAR          | —         | MPC                           |
| 105726     | 2000 SW81  | 24 set 2000 | Socorro    | LINEAR          | —         | MPC                           |
| 105727     | 2000 SG82  | 24 set 2000 | Socorro    | LINEAR          | —         | MPC                           |
| 105728     | 2000 SR82  | 24 set 2000 | Socorro    | LINEAR          | —         | MPC                           |
| 105729     | 2000 SE83  | 24 set 2000 | Socorro    | LINEAR          | —         | MPC                           |
| 105730     | 2000 SN83  | 24 set 2000 | Socorro    | LINEAR          | —         | MPC                           |
| 105731     | 2000 SU83  | 24 set 2000 | Socorro    | LINEAR          | —         | MPC                           |
| 105732     | 2000 SX83  | 24 set 2000 | Socorro    | LINEAR          | —         | MPC                           |
| 105733     | 2000 SP84  | 24 set 2000 | Socorro    | LINEAR          | —         | MPC                           |
| 105734     | 2000 SS84  | 24 set 2000 | Socorro    | LINEAR          | —         | MPC                           |
| 105735     | 2000 SG85  | 24 set 2000 | Socorro    | LINEAR          | —         | MPC                           |
| 105736     | 2000 SK86  | 24 set 2000 | Socorro    | LINEAR          | —         | MPC                           |
| 105737     | 2000 SL88  | 24 set 2000 | Socorro    | LINEAR          | —         | MPC                           |
| 105738     | 2000 SU88  | 24 set 2000 | Socorro    | LINEAR          | —         | MPC                           |
| 105739     | 2000 SY88  | 25 set 2000 | Socorro    | LINEAR          | —         | MPC                           |
| 105740     | 2000 SF89  | 22 set 2000 | Socorro    | LINEAR          | —         | MPC                           |
| 105741     | 2000 SJ89  | 27 set 2000 | Socorro    | LINEAR          | —         | MPC                           |
| 105742     | 2000 SH90  | 22 set 2000 | Socorro    | LINEAR          | —         | MPC                           |
| 105743     | 2000 SA91  | 22 set 2000 | Socorro    | LINEAR          | —         | MPC                           |
| 105744     | 2000 SR91  | 23 set 2000 | Socorro    | LINEAR          | —         | MPC                           |
| 105745     | 2000 SE92  | 23 set 2000 | Socorro    | LINEAR          | —         | MPC                           |
| 105746     | 2000 SP92  | 23 set 2000 | Socorro    | LINEAR          | —         | MPC                           |
| 105747     | 2000 SA93  | 23 set 2000 | Socorro    | LINEAR          | —         | MPC                           |
| 105748     | 2000 SG94  | 23 set 2000 | Socorro    | LINEAR          | —         | MPC                           |
| 105749     | 2000 SK94  | 23 set 2000 | Socorro    | LINEAR          | Brangane  | MPC                           |
| 105750     | 2000 SY94  | 23 set 2000 | Socorro    | LINEAR          | —         | MPC                           |
| 105751     | 2000 SX95  | 23 set 2000 | Socorro    | LINEAR          | —         | MPC                           |
| 105752     | 2000 SC97  | 23 set 2000 | Socorro    | LINEAR          | —         | MPC                           |
| 105753     | 2000 SU97  | 23 set 2000 | Socorro    | LINEAR          | —         | MPC                           |
| 105754     | 2000 SM98  | 23 set 2000 | Socorro    | LINEAR          | Brangane  | MPC                           |
| 105755     | 2000 SA99  | 23 set 2000 | Socorro    | LINEAR          | —         | MPC                           |
| 105756     | 2000 SV99  | 23 set 2000 | Socorro    | LINEAR          | —         | MPC                           |
| 105757     | 2000 SF100 | 23 set 2000 | Socorro    | LINEAR          | —         | MPC                           |
| 105758     | 2000 SP100 | 23 set 2000 | Socorro    | LINEAR          | —         | MPC                           |
| 105759     | 2000 SF101 | 24 set 2000 | Socorro    | LINEAR          | —         | MPC                           |
| 105760     | 2000 ST101 | 24 set 2000 | Socorro    | LINEAR          | Mitidika  | MPC                           |
| 105761     | 2000 SU101 | 24 set 2000 | Socorro    | LINEAR          | —         | MPC                           |
| 105762     | 2000 SJ104 | 24 set 2000 | Socorro    | LINEAR          | —         | MPC                           |
| 105763     | 2000 SV104 | 24 set 2000 | Socorro    | LINEAR          | —         | MPC                           |
| 105764     | 2000 ST106 | 24 set 2000 | Socorro    | LINEAR          | —         | MPC                           |
| 105765     | 2000 SX106 | 24 set 2000 | Socorro    | LINEAR          | Ursula    | MPC                           |
| 105766     | 2000 SB107 | 24 set 2000 | Socorro    | LINEAR          | —         | MPC                           |
| 105767     | 2000 SE107 | 24 set 2000 | Socorro    | LINEAR          | —         | MPC                           |
| 105768     | 2000 SH107 | 24 set 2000 | Socorro    | LINEAR          | —         | MPC                           |
| 105769     | 2000 SW107 | 24 set 2000 | Socorro    | LINEAR          | —         | MPC                           |
| 105770     | 2000 SA108 | 24 set 2000 | Socorro    | LINEAR          | —         | MPC                           |
| 105771     | 2000 SG108 | 24 set 2000 | Socorro    | LINEAR          | —         | MPC                           |
| 105772     | 2000 ST108 | 24 set 2000 | Socorro    | LINEAR          | —         | MPC                           |
| 105773     | 2000 SC111 | 24 set 2000 | Socorro    | LINEAR          | Brangane  | MPC                           |
| 105774     | 2000 SX111 | 24 set 2000 | Socorro    | LINEAR          | —         | MPC                           |
| 105775     | 2000 SY112 | 24 set 2000 | Socorro    | LINEAR          | —         | MPC                           |
| 105776     | 2000 SG113 | 24 set 2000 | Socorro    | LINEAR          | —         | MPC                           |
| 105777     | 2000 SX113 | 24 set 2000 | Socorro    | LINEAR          | —         | MPC                           |
| 105778     | 2000 SW114 | 24 set 2000 | Socorro    | LINEAR          | —         | MPC                           |
| 105779     | 2000 SA115 | 24 set 2000 | Socorro    | LINEAR          | —         | MPC                           |
| 105780     | 2000 SH115 | 24 set 2000 | Socorro    | LINEAR          | —         | MPC                           |
| 105781     | 2000 SM115 | 24 set 2000 | Socorro    | LINEAR          | —         | MPC                           |
| 105782     | 2000 SR115 | 24 set 2000 | Socorro    | LINEAR          | —         | MPC                           |
| 105783     | 2000 SM118 | 24 set 2000 | Socorro    | LINEAR          | —         | MPC                           |
| 105784     | 2000 SV118 | 24 set 2000 | Socorro    | LINEAR          | —         | MPC                           |
| 105785     | 2000 SY119 | 24 set 2000 | Socorro    | LINEAR          | —         | MPC                           |
| 105786     | 2000 SD120 | 24 set 2000 | Socorro    | LINEAR          | —         | MPC                           |
| 105787     | 2000 SM120 | 24 set 2000 | Socorro    | LINEAR          | —         | MPC                           |
| 105788     | 2000 SB121 | 24 set 2000 | Socorro    | LINEAR          | —         | MPC                           |
| 105789     | 2000 SR121 | 24 set 2000 | Socorro    | LINEAR          | —         | MPC                           |
| 105790     | 2000 SG122 | 24 set 2000 | Socorro    | LINEAR          | —         | MPC                           |
| 105791     | 2000 SH122 | 24 set 2000 | Socorro    | LINEAR          | —         | MPC                           |
| 105792     | 2000 SK122 | 24 set 2000 | Socorro    | LINEAR          | —         | MPC                           |
| 105793     | 2000 SN122 | 24 set 2000 | Socorro    | LINEAR          | —         | MPC                           |
| 105794     | 2000 SV122 | 24 set 2000 | Socorro    | LINEAR          | —         | MPC                           |
| 105795     | 2000 SA123 | 24 set 2000 | Socorro    | LINEAR          | Ursula    | MPC                           |
| 105796     | 2000 SR123 | 24 set 2000 | Socorro    | LINEAR          | —         | MPC                           |
| 105797     | 2000 SD124 | 24 set 2000 | Socorro    | LINEAR          | —         | MPC                           |
| 105798     | 2000 SE125 | 24 set 2000 | Socorro    | LINEAR          | —         | MPC                           |
| 105799     | 2000 SV126 | 24 set 2000 | Socorro    | LINEAR          | —         | MPC                           |
| 105800     | 2000 SG127 | 24 set 2000 | Socorro    | LINEAR          | —         | MPC                           |

## 105801–105900
| Designação | Designação | Descoberta  | Descoberta      | Descobridor(es) | Categoria | Mais informações / Referência |
| Permanente | Provisória | Data        | Local           | Descobridor(es) | Categoria | Mais informações / Referência |
| ---------- | ---------- | ----------- | --------------- | --------------- | --------- | ----------------------------- |
| 105801     | 2000 SK128 | 24 set 2000 | Socorro         | LINEAR          | —         | MPC                           |
| 105802     | 2000 SV128 | 24 set 2000 | Socorro         | LINEAR          | —         | MPC                           |
| 105803     | 2000 SH132 | 22 set 2000 | Socorro         | LINEAR          | —         | MPC                           |
| 105804     | 2000 SY133 | 23 set 2000 | Socorro         | LINEAR          | —         | MPC                           |
| 105805     | 2000 SL135 | 23 set 2000 | Socorro         | LINEAR          | —         | MPC                           |
| 105806     | 2000 ST135 | 23 set 2000 | Socorro         | LINEAR          | —         | MPC                           |
| 105807     | 2000 SY135 | 23 set 2000 | Socorro         | LINEAR          | —         | MPC                           |
| 105808     | 2000 SZ135 | 23 set 2000 | Socorro         | LINEAR          | —         | MPC                           |
| 105809     | 2000 SJ136 | 23 set 2000 | Socorro         | LINEAR          | Ursula    | MPC                           |
| 105810     | 2000 SR138 | 23 set 2000 | Socorro         | LINEAR          | —         | MPC                           |
| 105811     | 2000 SY138 | 23 set 2000 | Socorro         | LINEAR          | Brangane  | MPC                           |
| 105812     | 2000 SZ138 | 23 set 2000 | Socorro         | LINEAR          | —         | MPC                           |
| 105813     | 2000 ST140 | 23 set 2000 | Socorro         | LINEAR          | —         | MPC                           |
| 105814     | 2000 SW140 | 23 set 2000 | Socorro         | LINEAR          | —         | MPC                           |
| 105815     | 2000 SB141 | 23 set 2000 | Socorro         | LINEAR          | —         | MPC                           |
| 105816     | 2000 SJ141 | 23 set 2000 | Socorro         | LINEAR          | —         | MPC                           |
| 105817     | 2000 SC142 | 23 set 2000 | Socorro         | LINEAR          | —         | MPC                           |
| 105818     | 2000 SM142 | 23 set 2000 | Socorro         | LINEAR          | Ursula    | MPC                           |
| 105819     | 2000 SN142 | 23 set 2000 | Socorro         | LINEAR          | —         | MPC                           |
| 105820     | 2000 SP142 | 23 set 2000 | Socorro         | LINEAR          | —         | MPC                           |
| 105821     | 2000 SQ142 | 23 set 2000 | Socorro         | LINEAR          | —         | MPC                           |
| 105822     | 2000 SZ142 | 23 set 2000 | Socorro         | LINEAR          | —         | MPC                           |
| 105823     | 2000 SF143 | 23 set 2000 | Socorro         | LINEAR          | —         | MPC                           |
| 105824     | 2000 SW143 | 24 set 2000 | Socorro         | LINEAR          | —         | MPC                           |
| 105825     | 2000 SG144 | 24 set 2000 | Socorro         | LINEAR          | —         | MPC                           |
| 105826     | 2000 SD145 | 24 set 2000 | Socorro         | LINEAR          | —         | MPC                           |
| 105827     | 2000 SM146 | 24 set 2000 | Socorro         | LINEAR          | —         | MPC                           |
| 105828     | 2000 SR146 | 24 set 2000 | Socorro         | LINEAR          | —         | MPC                           |
| 105829     | 2000 SH147 | 24 set 2000 | Socorro         | LINEAR          | —         | MPC                           |
| 105830     | 2000 SC148 | 24 set 2000 | Socorro         | LINEAR          | —         | MPC                           |
| 105831     | 2000 SD148 | 24 set 2000 | Socorro         | LINEAR          | Brangane  | MPC                           |
| 105832     | 2000 SM148 | 24 set 2000 | Socorro         | LINEAR          | —         | MPC                           |
| 105833     | 2000 SA150 | 24 set 2000 | Socorro         | LINEAR          | —         | MPC                           |
| 105834     | 2000 SC150 | 24 set 2000 | Socorro         | LINEAR          | —         | MPC                           |
| 105835     | 2000 SW150 | 24 set 2000 | Socorro         | LINEAR          | Ursula    | MPC                           |
| 105836     | 2000 SJ152 | 24 set 2000 | Socorro         | LINEAR          | Brangane  | MPC                           |
| 105837     | 2000 ST152 | 24 set 2000 | Socorro         | LINEAR          | —         | MPC                           |
| 105838     | 2000 SZ152 | 24 set 2000 | Socorro         | LINEAR          | —         | MPC                           |
| 105839     | 2000 SC154 | 24 set 2000 | Socorro         | LINEAR          | —         | MPC                           |
| 105840     | 2000 SK155 | 24 set 2000 | Socorro         | LINEAR          | —         | MPC                           |
| 105841     | 2000 ST155 | 24 set 2000 | Socorro         | LINEAR          | —         | MPC                           |
| 105842     | 2000 SJ156 | 24 set 2000 | Socorro         | LINEAR          | —         | MPC                           |
| 105843     | 2000 SD160 | 22 set 2000 | Socorro         | LINEAR          | —         | MPC                           |
| 105844     | 2000 SH160 | 27 set 2000 | Socorro         | LINEAR          | Juno      | MPC                           |
| 105845     | 2000 SB163 | 27 set 2000 | Bisei SG Center | BATTeRS         | —         | MPC                           |
| 105846     | 2000 SK164 | 25 set 2000 | Socorro         | LINEAR          | Juno      | MPC                           |
| 105847     | 2000 SD165 | 23 set 2000 | Socorro         | LINEAR          | —         | MPC                           |
| 105848     | 2000 SK165 | 23 set 2000 | Socorro         | LINEAR          | —         | MPC                           |
| 105849     | 2000 SL165 | 23 set 2000 | Socorro         | LINEAR          | Brangane  | MPC                           |
| 105850     | 2000 SN165 | 23 set 2000 | Socorro         | LINEAR          | —         | MPC                           |
| 105851     | 2000 ST165 | 23 set 2000 | Socorro         | LINEAR          | —         | MPC                           |
| 105852     | 2000 SV165 | 23 set 2000 | Socorro         | LINEAR          | —         | MPC                           |
| 105853     | 2000 SY165 | 23 set 2000 | Socorro         | LINEAR          | —         | MPC                           |
| 105854     | 2000 SB167 | 23 set 2000 | Socorro         | LINEAR          | —         | MPC                           |
| 105855     | 2000 SD167 | 23 set 2000 | Socorro         | LINEAR          | —         | MPC                           |
| 105856     | 2000 SH167 | 23 set 2000 | Socorro         | LINEAR          | —         | MPC                           |
| 105857     | 2000 SZ167 | 23 set 2000 | Socorro         | LINEAR          | Ursula    | MPC                           |
| 105858     | 2000 SW169 | 24 set 2000 | Socorro         | LINEAR          | —         | MPC                           |
| 105859     | 2000 SY169 | 24 set 2000 | Socorro         | LINEAR          | —         | MPC                           |
| 105860     | 2000 SJ170 | 24 set 2000 | Socorro         | LINEAR          | —         | MPC                           |
| 105861     | 2000 SP170 | 24 set 2000 | Socorro         | LINEAR          | Ursula    | MPC                           |
| 105862     | 2000 SU170 | 24 set 2000 | Socorro         | LINEAR          | —         | MPC                           |
| 105863     | 2000 SZ170 | 24 set 2000 | Socorro         | LINEAR          | —         | MPC                           |
| 105864     | 2000 SC171 | 24 set 2000 | Socorro         | LINEAR          | —         | MPC                           |
| 105865     | 2000 SE171 | 24 set 2000 | Socorro         | LINEAR          | —         | MPC                           |
| 105866     | 2000 SH171 | 24 set 2000 | Socorro         | LINEAR          | —         | MPC                           |
| 105867     | 2000 ST171 | 26 set 2000 | Socorro         | LINEAR          | —         | MPC                           |
| 105868     | 2000 SC173 | 28 set 2000 | Socorro         | LINEAR          | —         | MPC                           |
| 105869     | 2000 SJ173 | 28 set 2000 | Socorro         | LINEAR          | —         | MPC                           |
| 105870     | 2000 ST173 | 28 set 2000 | Socorro         | LINEAR          | —         | MPC                           |
| 105871     | 2000 SK174 | 28 set 2000 | Socorro         | LINEAR          | —         | MPC                           |
| 105872     | 2000 SZ174 | 28 set 2000 | Socorro         | LINEAR          | —         | MPC                           |
| 105873     | 2000 SB176 | 28 set 2000 | Socorro         | LINEAR          | Brangane  | MPC                           |
| 105874     | 2000 SF176 | 28 set 2000 | Socorro         | LINEAR          | —         | MPC                           |
| 105875     | 2000 SD177 | 28 set 2000 | Socorro         | LINEAR          | —         | MPC                           |
| 105876     | 2000 SF177 | 28 set 2000 | Socorro         | LINEAR          | —         | MPC                           |
| 105877     | 2000 SJ177 | 28 set 2000 | Socorro         | LINEAR          | —         | MPC                           |
| 105878     | 2000 SP177 | 28 set 2000 | Socorro         | LINEAR          | —         | MPC                           |
| 105879     | 2000 SQ177 | 28 set 2000 | Socorro         | LINEAR          | Brangane  | MPC                           |
| 105880     | 2000 SW177 | 28 set 2000 | Socorro         | LINEAR          | —         | MPC                           |
| 105881     | 2000 SZ178 | 28 set 2000 | Socorro         | LINEAR          | —         | MPC                           |
| 105882     | 2000 SL179 | 28 set 2000 | Socorro         | LINEAR          | Brangane  | MPC                           |
| 105883     | 2000 SY179 | 28 set 2000 | Socorro         | LINEAR          | —         | MPC                           |
| 105884     | 2000 SB180 | 28 set 2000 | Socorro         | LINEAR          | —         | MPC                           |
| 105885     | 2000 SW180 | 17 set 2000 | Kvistaberg      | UDAS            | Brangane  | MPC                           |
| 105886     | 2000 SP181 | 19 set 2000 | Haleakalā       | NEAT            | —         | MPC                           |
| 105887     | 2000 SM182 | 20 set 2000 | Socorro         | LINEAR          | —         | MPC                           |
| 105888     | 2000 SP182 | 20 set 2000 | Kitt Peak       | Spacewatch      | —         | MPC                           |
| 105889     | 2000 SU182 | 20 set 2000 | Kitt Peak       | Spacewatch      | —         | MPC                           |
| 105890     | 2000 SB183 | 20 set 2000 | Kitt Peak       | Spacewatch      | —         | MPC                           |
| 105891     | 2000 SF183 | 20 set 2000 | Kitt Peak       | Spacewatch      | —         | MPC                           |
| 105892     | 2000 SO183 | 20 set 2000 | Haleakalā       | NEAT            | —         | MPC                           |
| 105893     | 2000 SD184 | 20 set 2000 | Kitt Peak       | Spacewatch      | —         | MPC                           |
| 105894     | 2000 SE185 | 20 set 2000 | Haleakalā       | NEAT            | —         | MPC                           |
| 105895     | 2000 SE187 | 21 set 2000 | Haleakala       | NEAT            | —         | MPC                           |
| 105896     | 2000 SG187 | 21 set 2000 | Haleakala       | NEAT            | —         | MPC                           |
| 105897     | 2000 ST187 | 21 set 2000 | Haleakala       | NEAT            | —         | MPC                           |
| 105898     | 2000 SC188 | 21 set 2000 | Haleakala       | NEAT            | —         | MPC                           |
| 105899     | 2000 SH189 | 22 set 2000 | Kitt Peak       | Spacewatch      | —         | MPC                           |
| 105900     | 2000 SJ190 | 23 set 2000 | Socorro         | LINEAR          | —         | MPC                           |

## 105901–106000
| Designação | Designação | Descoberta  | Descoberta | Descobridor(es) | Categoria | Mais informações / Referência |
| Permanente | Provisória | Data        | Local      | Descobridor(es) | Categoria | Mais informações / Referência |
| ---------- | ---------- | ----------- | ---------- | --------------- | --------- | ----------------------------- |
| 105901     | 2000 SG192 | 24 set 2000 | Socorro    | LINEAR          | —         | MPC                           |
| 105902     | 2000 SQ192 | 24 set 2000 | Kitt Peak  | Spacewatch      | —         | MPC                           |
| 105903     | 2000 SJ196 | 24 set 2000 | Socorro    | LINEAR          | Themis    | MPC                           |
| 105904     | 2000 SB197 | 24 set 2000 | Socorro    | LINEAR          | —         | MPC                           |
| 105905     | 2000 SL199 | 24 set 2000 | Socorro    | LINEAR          | —         | MPC                           |
| 105906     | 2000 SA200 | 24 set 2000 | Socorro    | LINEAR          | Brangane  | MPC                           |
| 105907     | 2000 SN200 | 24 set 2000 | Socorro    | LINEAR          | —         | MPC                           |
| 105908     | 2000 SO200 | 24 set 2000 | Socorro    | LINEAR          | —         | MPC                           |
| 105909     | 2000 SZ201 | 24 set 2000 | Socorro    | LINEAR          | —         | MPC                           |
| 105910     | 2000 SY202 | 24 set 2000 | Socorro    | LINEAR          | —         | MPC                           |
| 105911     | 2000 SB205 | 24 set 2000 | Socorro    | LINEAR          | —         | MPC                           |
| 105912     | 2000 SD205 | 24 set 2000 | Socorro    | LINEAR          | —         | MPC                           |
| 105913     | 2000 SF205 | 24 set 2000 | Socorro    | LINEAR          | Ursula    | MPC                           |
| 105914     | 2000 ST205 | 24 set 2000 | Socorro    | LINEAR          | —         | MPC                           |
| 105915     | 2000 SU205 | 24 set 2000 | Socorro    | LINEAR          | —         | MPC                           |
| 105916     | 2000 SJ207 | 24 set 2000 | Socorro    | LINEAR          | —         | MPC                           |
| 105917     | 2000 SW207 | 24 set 2000 | Socorro    | LINEAR          | —         | MPC                           |
| 105918     | 2000 SS208 | 25 set 2000 | Socorro    | LINEAR          | —         | MPC                           |
| 105919     | 2000 SR209 | 25 set 2000 | Socorro    | LINEAR          | —         | MPC                           |
| 105920     | 2000 SX209 | 25 set 2000 | Socorro    | LINEAR          | —         | MPC                           |
| 105921     | 2000 SA210 | 25 set 2000 | Socorro    | LINEAR          | —         | MPC                           |
| 105922     | 2000 SB210 | 25 set 2000 | Socorro    | LINEAR          | —         | MPC                           |
| 105923     | 2000 SX210 | 25 set 2000 | Socorro    | LINEAR          | —         | MPC                           |
| 105924     | 2000 SH211 | 25 set 2000 | Socorro    | LINEAR          | —         | MPC                           |
| 105925     | 2000 SD213 | 25 set 2000 | Socorro    | LINEAR          | —         | MPC                           |
| 105926     | 2000 SE218 | 26 set 2000 | Socorro    | LINEAR          | —         | MPC                           |
| 105927     | 2000 SV218 | 26 set 2000 | Socorro    | LINEAR          | —         | MPC                           |
| 105928     | 2000 SA219 | 26 set 2000 | Socorro    | LINEAR          | —         | MPC                           |
| 105929     | 2000 SU219 | 26 set 2000 | Socorro    | LINEAR          | —         | MPC                           |
| 105930     | 2000 SO222 | 26 set 2000 | Socorro    | LINEAR          | —         | MPC                           |
| 105931     | 2000 SV223 | 27 set 2000 | Socorro    | LINEAR          | —         | MPC                           |
| 105932     | 2000 SC224 | 27 set 2000 | Socorro    | LINEAR          | —         | MPC                           |
| 105933     | 2000 SG224 | 27 set 2000 | Socorro    | LINEAR          | —         | MPC                           |
| 105934     | 2000 SM224 | 27 set 2000 | Socorro    | LINEAR          | —         | MPC                           |
| 105935     | 2000 SP224 | 27 set 2000 | Socorro    | LINEAR          | Juno      | MPC                           |
| 105936     | 2000 SQ224 | 27 set 2000 | Socorro    | LINEAR          | —         | MPC                           |
| 105937     | 2000 SR225 | 27 set 2000 | Socorro    | LINEAR          | —         | MPC                           |
| 105938     | 2000 SL227 | 27 set 2000 | Socorro    | LINEAR          | Ursula    | MPC                           |
| 105939     | 2000 SY227 | 28 set 2000 | Socorro    | LINEAR          | —         | MPC                           |
| 105940     | 2000 SR230 | 28 set 2000 | Socorro    | LINEAR          | Mitidika  | MPC                           |
| 105941     | 2000 SX230 | 28 set 2000 | Socorro    | LINEAR          | —         | MPC                           |
| 105942     | 2000 SM233 | 21 set 2000 | Socorro    | LINEAR          | —         | MPC                           |
| 105943     | 2000 SY233 | 21 set 2000 | Socorro    | LINEAR          | —         | MPC                           |
| 105944     | 2000 ST235 | 24 set 2000 | Socorro    | LINEAR          | —         | MPC                           |
| 105945     | 2000 SU237 | 25 set 2000 | Socorro    | LINEAR          | Brangane  | MPC                           |
| 105946     | 2000 ST238 | 26 set 2000 | Socorro    | LINEAR          | —         | MPC                           |
| 105947     | 2000 SL240 | 25 set 2000 | Socorro    | LINEAR          | Juno      | MPC                           |
| 105948     | 2000 SZ240 | 28 set 2000 | Socorro    | LINEAR          | —         | MPC                           |
| 105949     | 2000 SE242 | 24 set 2000 | Socorro    | LINEAR          | —         | MPC                           |
| 105950     | 2000 SA243 | 24 set 2000 | Socorro    | LINEAR          | —         | MPC                           |
| 105951     | 2000 ST243 | 24 set 2000 | Socorro    | LINEAR          | —         | MPC                           |
| 105952     | 2000 SN246 | 24 set 2000 | Socorro    | LINEAR          | —         | MPC                           |
| 105953     | 2000 SY246 | 24 set 2000 | Socorro    | LINEAR          | —         | MPC                           |
| 105954     | 2000 SS248 | 24 set 2000 | Socorro    | LINEAR          | —         | MPC                           |
| 105955     | 2000 SU249 | 24 set 2000 | Socorro    | LINEAR          | —         | MPC                           |
| 105956     | 2000 SX249 | 24 set 2000 | Socorro    | LINEAR          | Brangane  | MPC                           |
| 105957     | 2000 SX251 | 24 set 2000 | Socorro    | LINEAR          | —         | MPC                           |
| 105958     | 2000 SN252 | 24 set 2000 | Socorro    | LINEAR          | —         | MPC                           |
| 105959     | 2000 SX255 | 24 set 2000 | Socorro    | LINEAR          | —         | MPC                           |
| 105960     | 2000 ST257 | 24 set 2000 | Socorro    | LINEAR          | Ursula    | MPC                           |
| 105961     | 2000 SY257 | 24 set 2000 | Socorro    | LINEAR          | —         | MPC                           |
| 105962     | 2000 SB258 | 24 set 2000 | Socorro    | LINEAR          | —         | MPC                           |
| 105963     | 2000 SR258 | 24 set 2000 | Socorro    | LINEAR          | —         | MPC                           |
| 105964     | 2000 SX258 | 24 set 2000 | Socorro    | LINEAR          | —         | MPC                           |
| 105965     | 2000 SL259 | 24 set 2000 | Socorro    | LINEAR          | —         | MPC                           |
| 105966     | 2000 SN259 | 24 set 2000 | Socorro    | LINEAR          | —         | MPC                           |
| 105967     | 2000 SU259 | 24 set 2000 | Socorro    | LINEAR          | —         | MPC                           |
| 105968     | 2000 SS260 | 24 set 2000 | Socorro    | LINEAR          | —         | MPC                           |
| 105969     | 2000 SX261 | 24 set 2000 | Socorro    | LINEAR          | —         | MPC                           |
| 105970     | 2000 SP262 | 25 set 2000 | Socorro    | LINEAR          | —         | MPC                           |
| 105971     | 2000 SB263 | 25 set 2000 | Socorro    | LINEAR          | —         | MPC                           |
| 105972     | 2000 SZ263 | 26 set 2000 | Socorro    | LINEAR          | —         | MPC                           |
| 105973     | 2000 SE264 | 26 set 2000 | Socorro    | LINEAR          | —         | MPC                           |
| 105974     | 2000 SX264 | 26 set 2000 | Socorro    | LINEAR          | —         | MPC                           |
| 105975     | 2000 SJ265 | 26 set 2000 | Socorro    | LINEAR          | —         | MPC                           |
| 105976     | 2000 SV265 | 26 set 2000 | Socorro    | LINEAR          | —         | MPC                           |
| 105977     | 2000 SF266 | 26 set 2000 | Socorro    | LINEAR          | —         | MPC                           |
| 105978     | 2000 SJ266 | 26 set 2000 | Socorro    | LINEAR          | —         | MPC                           |
| 105979     | 2000 SS266 | 26 set 2000 | Socorro    | LINEAR          | —         | MPC                           |
| 105980     | 2000 SN268 | 27 set 2000 | Socorro    | LINEAR          | Brangane  | MPC                           |
| 105981     | 2000 SS268 | 27 set 2000 | Socorro    | LINEAR          | —         | MPC                           |
| 105982     | 2000 SV268 | 27 set 2000 | Socorro    | LINEAR          | —         | MPC                           |
| 105983     | 2000 SE269 | 27 set 2000 | Socorro    | LINEAR          | —         | MPC                           |
| 105984     | 2000 SQ269 | 27 set 2000 | Socorro    | LINEAR          | —         | MPC                           |
| 105985     | 2000 ST269 | 27 set 2000 | Socorro    | LINEAR          | —         | MPC                           |
| 105986     | 2000 SX269 | 27 set 2000 | Socorro    | LINEAR          | —         | MPC                           |
| 105987     | 2000 SN270 | 27 set 2000 | Socorro    | LINEAR          | Mitidika  | MPC                           |
| 105988     | 2000 SD271 | 27 set 2000 | Socorro    | LINEAR          | —         | MPC                           |
| 105989     | 2000 SV271 | 27 set 2000 | Socorro    | LINEAR          | —         | MPC                           |
| 105990     | 2000 SP273 | 28 set 2000 | Socorro    | LINEAR          | —         | MPC                           |
| 105991     | 2000 SC274 | 28 set 2000 | Socorro    | LINEAR          | Chloris   | MPC                           |
| 105992     | 2000 SR275 | 28 set 2000 | Socorro    | LINEAR          | —         | MPC                           |
| 105993     | 2000 SZ277 | 30 set 2000 | Socorro    | LINEAR          | —         | MPC                           |
| 105994     | 2000 SG278 | 30 set 2000 | Socorro    | LINEAR          | —         | MPC                           |
| 105995     | 2000 SN280 | 30 set 2000 | Socorro    | LINEAR          | Ursula    | MPC                           |
| 105996     | 2000 SZ280 | 26 set 2000 | Socorro    | LINEAR          | —         | MPC                           |
| 105997     | 2000 SH281 | 23 set 2000 | Socorro    | LINEAR          | Brangane  | MPC                           |
| 105998     | 2000 SC283 | 23 set 2000 | Socorro    | LINEAR          | —         | MPC                           |
| 105999     | 2000 SG283 | 23 set 2000 | Socorro    | LINEAR          | —         | MPC                           |
| 106000     | 2000 SJ283 | 23 set 2000 | Socorro    | LINEAR          | —         | MPC                           |